# Titoli della serie principale di Urania

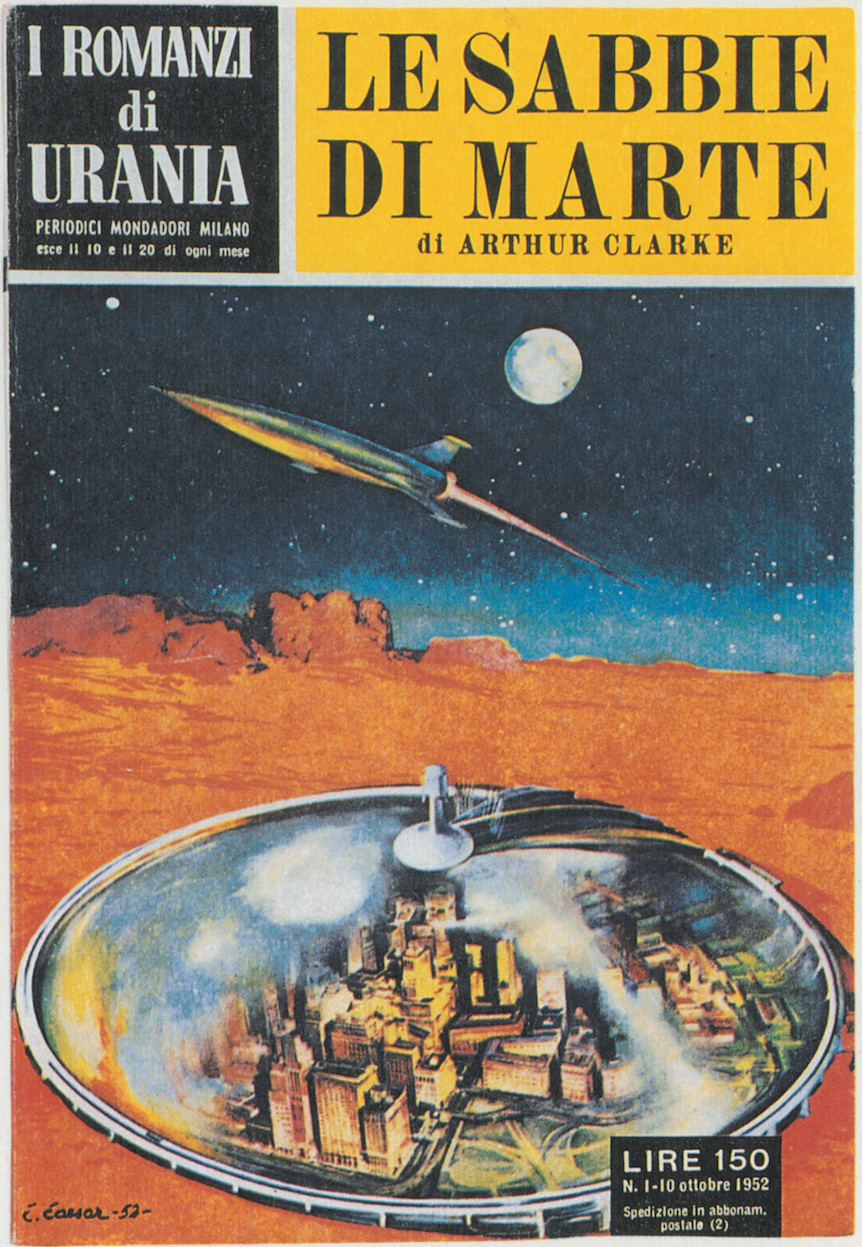
Copertina della prima uscita della collana, 10 ottobre 1952

Quello che segue è l'elenco dei titoli della serie principale di Urania, collana pubblicata da Arnoldo Mondadori Editore dal 1952.

## Elenco delle uscite

### "I romanzi di Urania" (Numeri dal 1 al 152)
Caratterizzati dalla costa bianca, questi numeri hanno il titolo "I romanzi di Urania".
1. Le sabbie di Marte (The Sands of Mars) di Arthur C. Clarke
2. Il clandestino dell'astronave (Marooned on Mars) di Lester del Rey
3. L'orrenda invasione (The Day of the Triffids) di John Wyndham
4. Il figlio della notte (Darker Than You Think) di Jack Williamson
5. Il terrore della sesta luna (The Puppet Masters). Robert A. Heinlein
6. La legione dello spazio (The Legion of Space) di Jack Williamson
7. Schiavi degli invisibili (Sinister Barrier) di Eric Frank Russell
8. Il segreto degli Slan (Slan) di A. E. van Vogt
9. Il triangolo quadrilatero (Four-Sided Triangle) di William F. Temple
10. Anno 2650 (The World of Null-A) di A. E. van Vogt
11. Cristalli sognanti (The Dreaming Jewels) di Theodore Sturgeon
12. Le armi di Isher (The Weapon Shops of Isher) di A. E. van Vogt
13. Gorilla sapiens (Genus Homo) di L. Sprague de Camp e P. Schuyler Miller
14. Guerra nella galassia (The Star Kings) di Edmond Hamilton
15. Oltre l'orizzonte (Beyond This Horizon) di Robert A. Heinlein
16. Il pianeta maledetto (Dreadful Sanctuary) di Eric Frank Russell
17. Hedrock l'immortale (The Weapon Makers) di A. E. van Vogt
18. Anni senza fine (City) di Clifford D. Simak
19. Preludio allo spazio (Prelude to Space) di Arthur C. Clarke
20. Paria dei cieli (Pebble in the Sky) di Isaac Asimov
21. Terrore sul mondo (Hantise sur le Monde) di Jimmy Guieu
22. Minaccia occulta (Star of Ill-o-men) di Dennis Wheatley
23. Agonia della Terra (City At World's End) di Edmond Hamilton
24. La casa senza tempo (The House That Stood Still) di A. E. van Vogt
25. Assurdo universo di (What Mad Universe) Fredric Brown
26. La legge dei Vardda (The Starmen) di Leigh Brackett
27. Crociera nell'infinito (The Voyage of the Space Beagle) di A. E. van Vogt
28. Sconfitta dei semidei (The Demigods) di Gordon Bennet
29. Gli uomini della cometa (The Cometeers) di Jack Williamson
30. Martirio lunare di (The Moon is Hell) John W. Campbell
31. L'Atlantide svelata di (L'Atlantide Svelata) Emilio Walesko
32. L'enigma del Basilisco (One Against the Legion) di Jack Williamson
33. La morte azzurra (But Without Horns) di Norvell V. Page
34. I ribelli dei cinquanta soli (The Mixed Men) di A. E. van Vogt
35. Il risveglio dell'abisso (The Kraken Wakes) di John Wyndham
36. Il falco degli spazi di Anthony Gilmore
37. L'uomo che non poteva morire (Death's Deputy) di L. Ron Hubbard
38. Il popolo verde di Festus Pragnell
39. L'occhio gigante di Max Ehrlich
40. Avventura nell'iperspazio di John W. Campbell
41. C'era una volta un pianeta di L.R. Johannis
42. L'atomo infinito (The Infinite Atom) di John W. Campbell
43. Attentato cosmico di J.G. Vandel
44. Universo in fiamme di Vargo Statten
45. Signori del tempo (The Time Masters) di Wilson Tucker
46. Sfere di fuoco di Eric Van Lhin
47. Mondi invisibili di James Blish
48. Perfetta invasione di J.T. McIntosh
49. Avventura su Marte di John Wyndham
50. Morbo orrendo (The Haploids) di Jerry Sohl
51. Le sentinelle del cielo di Eric Frank Russell
52. Bivi nel tempo di Murray Leinster
53. I vandali dello spazio di Jack Vance
54. Isole cosmiche di Arthur C. Clarke
55. I figli del diluvio di Jimmy Guieu
56. Le onde del Sahara di John Wyndham
57. L'Ordine e le stelle di Cyril Judd
58. Arca 2000 di Gabriel Guignard
59. Stella doppia 61 Cygni (Mission of Gravity) di Hal Clement
60. Il cervello mostro (Donovan's Brain) di Curt Siodmak
61. La rivolta dei nani. di J.G. Vandel
62. Nascita del superuomo di Theodore Sturgeon
63. Galassia maledetta di Francis Carsac
64. L'era del dinosauro di Richard Marften
65. Pionieri dell'infinito (Costigan's Needle) di Jerry Sohl
66. Tele-Homo sapiens di Wilson Tucker
67. Razzi verso il nulla di Philip St. John
68. Vampiri della morte di Jerry Sohl
69. L'oro viene dal cielo di Vargo Statten
70. Il mistero di Saturno di Donald A. Wollheim
71. Il futuro che uccide di Sam Merwin jr.
72. L'era della follia (The Syndic) di Cyril M. Kornbluth
73. L'astro lebbroso di Franco Enna
74. Resurrezione di Jerry Sohl
75. Operazione centauro di Lee Correy
76. Le amazzoni di Sam Merwin jr.
77. I giorni dell'atomo di Naim Teldy
78. Decimo pianeta di C.H. Badet
79. Tentazione cosmica di M. Sorez Roger
80. S.O.S. Dischi volanti di R.M. Wallisfurth
81. L'astronave fantasma di Philip Latham
82. Trappola nel tempo di Rog Phillips
83. Nettunio 237 di Fletcher Pratt
84. Il pianeta nero di David Duncan
85. Il mostro immortale di Jessie Douglas Kerruish
86. La rivolta dei Titani di Alan E. Nourse
87. I figli di Mu di John W. Campbell
88. Il pianeta dimenticato di Murray Leinster
89. Le quattro ore di Satana di L. Ron Hubbard
90. La città perduta di Poul Anderson
91. L'occhio invisibile di Robert Crane
92. La nascita degli dei di Charles Henneberg
93. Follia planetaria di Roger Dee
94. Gli umanoidi di Jack Williamson
95. Figli dell'abisso di Bryce Walton
96. Il cittadino dello spazio di Raymond F. Jones
97. Il ritorno dall'infinito di James Blish
98. I pianeti della libertà di J.T. McIntosh
99. L'altra dimensione di Murray Leinster
100. Il titano dei cieli di Yves Dermeze
101. La porta sui mondi di Rog Phillips
102. Quota incerta di Jean Lec
103. Le stelle ci amano di Pierre Versins
104. Esilio su Andromeda di Y.F.J. Long
105. La trama fra le nubi di L. Ron Hubbard
106. La città degli abissi di Frederik Pohl e Jack Williamson
107. Quelli della stella polare di Jimmy Guieu
108. Quoziente 1000 di Poul Anderson
109. La morte bianca di J. Boland
110. Quando ero "aborigeno" di L.R. Johannis
111. Un pianeta e tre stelle di Stanton A. Coblentz
112. La forza invisibile di Vargo Statten
113. La legge del caos di Robert Moore Williams
114. Deserto dei mostri di Eric North
115. Caduta libera di Albert e Jean Crémieux
116. Incursione su Delta di Jean Gaston Vandel
117. Nell'inferno di neve di Richard Holden
118. Gli invasati di Jack Finney
119. La fine dell'eternità di Isaac Asimov
120. I giganti di pietra di Donald Wandrei
121. L'uomo, questa malattia di Claude Yelnick
122. La città proibita di Leigh Brackett
123. Le orribili salamandre di Charles Carr
124. Un sepolcro sulla Luna (Angelo's Moon) di Alec Brown
125. L'albero della vita di David Duncan
126. Il maestro di Saturno di Vargo Statten
127. Il pianeta dei Mog di J.G. Vandel
128. Risonanza cosmica di N.H. Laurentix
129. I Robinson del cosmo di Francis Carsac
130. Marea gialla di Francis Didelot
131. La spada di Rhiannon di Leight Brackett
132. Il "quarto giorno" di Jean David
133. Il pianeta dell'esilio di Jerry Sohl
134. Orrore su Manhattan di Judith Merril
135. Il grande passaggio di Yves Dermèze
136. Viaggio nel 3000 di Lee Van Dovski
137. Il clandestino dello spazio di Charles Eric Maine
138. L'uomo che veniva dal futuro di Wilson Tucker
139. Lo spazio proibito di Yves Dermèze
140. Gli uomini del passato di Jean Gaston Vandel
141. Anniversario fatale di Ward Moore
142. Attenzione, dischi volanti! di B.R. Bruss
143. Non sarà per agosto di Cyril M. Kornbluth
144. Marte all'attacco di B.R. Bruss
145. Ombre sulla Luna di Arthur C. Clarke
146. Il millennio dimenticato di Teldy Naïm
147. Ritorno al domani di L. Ron Hubbard
148. Il pianeta proibito di W.J. Stuart
149. I trasfigurati di John Wyndham
150. Il varco di Satana di F. Dubrez Fawceit
151. Fuochi d'artificio di Pierre Versins
152. Crisi 2000 di Charles Eric Maine

#### Numeri dal 153 al 172
Mantengono la costa bianca, ma inizia la denominazione semplice di "Urania".
153. L'universo fantasma di Adrien Sobra
154. Il 27º giorno di John Mantley
155. Tradotto dal marziano di Francis Didelot
156. Diluvio di fuoco di René Barjavel
157. I pionieri di Marte di E.C. Tubb
158. La città e le stelle di Arthur C. Clarke
159. Nemica occulta di Mark Starr
160. La lunga morte di E.C. Tubb
161. Il sole nudo di Isaac Asimov
162. I figli della nuvola di Audie Barr
163. Il mondo senza sonno di Jacques Sternberg
164. A 30 milioni di chilometri dalla Terra di Henry Slesar
165. La città senza ritorno di E.C. Tubb
166. L'ultimo rifugio di Jimmy Guieu
167. Destinazione Luna di Lester del Rey
168. Prigioniero del silenzio di Rex Gordon
169. I soli verdi di Henry Ward
170. Il vagabondo dello spazio di Fredric Brown
171. Nelle viscere della Luna di Donald A. Wollheim
172. Asteroide 588 Achille di Jean-Gaston Vandel

### Numeri dal 173 al 272
Sono caratterizzati dalla costa rossa.
173. Il dominatore delle stelle di Mark Starr
174. Galassia in fiamme di Lan Wright
175. Addio alla Terra di Andre Norton
176. Rotta: Alpha Centauri di Richard Bessière
177. L'odissea di Glystra di Jack Vance
178. Gli astri morti di Jean-Gaston Vandel
179. Le spirali del tempo di Chad Oliver
180. La crociera della "Meteora" di Richard Bessière
181. Gli uomini ombra di A. E. van Vogt
182. Costante solare di Murray Leinster
183. I Nomadi dell'Infinito di Poul Anderson
184. Cortina magnetica di B.R. Bruss
185. Lo spazio è la mia patria di Lee Correy
186. Gli schiavi di Rox di Audie Barr
187. Il mistero degli asteroidi di Jerry Sohl
188. Assalto al cielo di Richard Bessière
189. Il seme tra le stelle di James Blish
190. Gli eredi della Luna di Vargo Statten
191. Il cervello trappola di A. E. van Vogt
192. Organizzazione Everest di Esther Scott
193. Il disco di fiamma di Philip K. Dick
194. smg. "RAM" 2000 di Frank Herbert
195. L'agenzia dell'invisibile di Jean Gaston Vandel
196. Stazione spaziale 539 di Kenneth Bulmer
197. La porta sull'estate di Robert A. Heinlein
198. Missile senza tempo di David Duncan
199. Luna chiama Terra... di Charles Eric Maine
200. I figli dell'invasione di John Wyndham
201. L'occhio nel cielo di Philip K. Dick
202. I paria dell'atomo di M.A. Rayjean
203. Il vampiro del mare di Charles Eric Maine
204. La razza senza fine di Gordon R. Dickson
205. La Grande Luce di Robert Randall
206. Io sono Helen Driscoll di Richard Matheson
207. Il ritorno della «Meteora» di Richard Bessière
208. Ulix il solitario di Samy Fayad
209. Sulle soglie dell'infinito di Robert Moore Williams
210. Il tempo si è fermato di Jerry Sohl
211. Il Grande Kirn di B.R. Bruss
212. La morte viene col vento di John Blackburn
213. Il pianeta dei fuorilegge di Ivar Jorgenson
214. Gli schiavi degli abissi di Kenneth Bulmer
215. Incendio solare di George O. Smith
216. Ultimatum da Marte di Lucien Prioly
217. L'uomo che vedeva gli atomi di Murray Leinster
218. Il Signore dei Transalpha di Henry Ward
219. Implosione stellare di J.E. Wells
220. Iperbole infinita di Julian Berry
221. Livello 7 di Mordecai Roshwald
222. La giungla sotto il mare di Frederik Pohl e Jack Williamson
223. L'uomo isotopo di Charles Eric Maine
224. Plutone si difende di Richard Bessière
225. Progetto «Mach 1» di Allen Adler
226. Guerra al grande nulla di James Blish
227. Uomini e androidi di Edmund Cooper
228. ... e la Terra finì di Charles Garreau
229. I superstiti di Ragnarok di Tom Godwin
230. La seconda Terra di R.L. Bowers
231. A.I - Era spaziale di Charles Henneberg
232. Quelli di Kaluiki di Charles Eric Maine
233. L'impossibile ritorno di J.B. Dexter
234. Equazione Tempo di Edmund Cooper
235. Le amazzoni di Poul Anderson
236. La stella della vita di Edmond Hamilton
237. Il 32 luglio di Kurt Steiner
238. Tutto bene a "Carson Planet" di A. E. van Vogt
239. Satellite di lusso di Curt Siodmak
240. I vampiri di Bellatrix di Charles Henneberg
241. Decimo millennio di Paul Capon
242. I canali di Marte di Lionel Fanthorpe
243. Anno 2391 di B.R. Bruss
244. Orrendo futuro di Louis Charbonneau
245. Le centrali di Krontal di Albert C. Woodrod
246. Dipartimento scienze spaziali di Adam Lukens
247. L'altra faccia di mister Kiel di J. Hunter Holly
248. Il pastore delle stelle di Kurt Steiner
249. Rischio calcolato di Charles Eric Maine
250. Le sfere di Rapa-Nui di Jimmy Guieu
251. I figli della follia di Jerry Sohl
252. Un pianeta impossibile di Frank Crisp
253. La statua immortale di Maurice Limat
254. L'ultima esplosione di John E. Muller
255. I proteiformi di Poul Anderson
256. Il ribelle dell'astronave di Wayne Coover
257. Cronache d'un mondo perduto di B.R. Bruss
258. Gli orrori di Omega di Robert Sheckley
259. Primi sulla Luna! di W.H. Fear
260. Scalo fra le stelle di Albert Higon
261. La collina di Hawotack di Samy Fayad
262. I figli di Matusalemme di Robert A. Heinlein
263. La montagna degli orrori di John Creasey
264. Nel cuore del mondo di Karol Bor
265. Il sogno del Tecnarca di Robert Silverberg
266. I giorni dei mostri di John E. Muller
267. Gli occhi pieni di stelle di Chris Renard
268. I cristalli maledetti di Louis Charbonneau
269. Gli eredi del potere di John E. Muller
270. L'ultima stazione (romanzo) di Wilson Tucker
271. Il segno del cane di Jean Hougron
272. Gli infiniti ritorni di Marren Bagels

### Numeri dal 273 al 280
Identici ai precedenti, si riduce però il formato a quella che sarà la dimensione fissa fino al nº 1285.
273. Le due facce del tempo di Robert Silverberg
274. La guerra delle macchine di Lieutenant Kijé
275. L'uomo che possedeva il mondo di Charles Eric Maine
276. Fanteria dello spazio di Robert A. Heinlein
277. Tre millimetri al giorno di Richard Matheson
278. I guardiani del mare di Arthur C. Clarke
279. Loro, i terrestri di Poul Anderson
280. La città sostituita di Philip K. Dick

### Numeri dal 281 al 335 (1962-1964)
Cambia la copertina: "Urania" è scritto in un rombo in alto a sinistra e l'immagine di copertina è inscritta in un quadrato.
281. Polvere di Luna di Arthur C. Clarke
282. H su Los Angeles di Robert Moore Williams
283. Pianeta difficile di Algis Budrys
284. Questo è un Gizmo di Murray Leinster
285. Mai toccato da mani umane di Robert Sheckley
286. Il lichene cinese di John Wyndham
287. Strisciava sulla sabbia di Hal Clement
288. Il vento dal nulla di J.G. Ballard
289. L'asteroide abbandonato di Murray Leinster
290. Fossa d'isolamento di H.L. Lawrence
291. Le navi di Pavlov di Frederik Pohl
292. Hanno distrutto la Terra di Poul Anderson
293. Il lastrico dell'inferno di Damon Knight
294. L'incubo sul fondo di Murray Leinster
295. Metà Luna - Metà Marte di Judith Merril e Richard Matheson
296. Gli strani suicidi di Bartlesville di Fredric Brown
297. I mercanti dello spazio di Frederik Pohl e Cyril M. Kornbluth
298. Il piccolo popolo di H. Beam Piper
299. Galassia che vai di Eric Frank Russell
300. Il grande contagio di Charles Eric Maine
301. La chiave dello spazio di Murray Leinster
302. L'atomo azzurro di Robert Moore Williams
303. Terrore su Londra di John Creasey
304. I Racconti del tempo (antologia) di John Wyndham
305. Frugate il cielo di Frederik Pohl e Cyril M. Kornbluth
306. Il pianeta dei superstiti di Damon Knight
307. L'ultima astronave di Murray Leinster
307 bis. Il risveglio dell'abisso di John Wyndham
308. La lunga ombra della fine di Jack Danvers
309. Vita con gli automi di James White
310. Colui che sussurrava nel buio di H.P. Lovecraft
311. Deserto d'acqua di J.G. Ballard
312. L'uomo disintegrato di Alfred Bester
312 bis. Crociera nell'infinito di A. E. van Vogt
313. I testimoni di Joenes di Robert Sheckley
314. Avventure sui pianeti (antologia) di AA.VV.
315. Camminavano come noi di Clifford D. Simak
316. L'abitatore di Kenneth Gatz
317. Delitto alla base spaziale di Charles Eric Maine
317 bis. Cronache della Galassia di Isaac Asimov
318. Operazione antimostro di Darrel T. Langart
319. Il diluvio di John Creasey
320. Vulcano 3 di Philip K. Dick
321. Otto racconti di Arthur C. Clarke e J.G. Ballard
321 bis. Cristalli sognanti di Theodore Sturgeon
322. Messaggio per Plutone di David Grinnel
323. Una famiglia marziana di Robert A. Heinlein
323 bis. B.C. di Johnny Hart
324. Il tempo e le stelle di John Brunner e Chad Oliver
325. Sbarco nel cratere di Murray Leinster
325 bis. Schiavi degli invisibili di Eric Frank Russell
326. La missione del tenente Truant di Gordon K. Dickson
327. Psychon di Daniel F. Galouye
328. Il pianeta degli schiavi di L.M. Janifer
329. Evasione nel caos di Jane Roberts
329 bis. Il crollo della Galassia centrale di Isaac Asimov
330. Atterraggio proibito di John Brunner
331. Gli incappucciati d'ombra di Edmond Hamilton
332. Il nemico di nebbia di Karls Zeigfried
333. L'uomo che correva di J. Hunter Holly
333 bis. Anni senza fine di Clifford D. Simak
334. Dimensioni vietate (antologia) di Cyril M. Kornbluth e L. Sprague de Camp
335. Tutti i colori del buio di Lloyd Biggle

### Numeri dal 336 al 457
Simile ai precedenti, l'immagine però è inscritta in un cerchio.
336. I traditori di A. E. van Vogt
337. Il segno dei due mondi di Keith Laumer
338. L'altra faccia della spirale di Isaac Asimov
339. La terra degli Uffts di Murray Leinster
340. Arena di Brian W. Aldiss
341. Senza traccia di Charles Eric Maine
342. Il figlio della notte di Jack Williamson
343. Contatto con l'inumano di AA.VV.
344. L'ultima trappola, e altri racconti di AA.VV.
345. Il ritorno dell'Explorer di Poul Anderson
346. Tele-Homo sapiens di Wilson Tucker
347. Spaceman di Murray Leinster
348. Com'era lassù, e altri racconti di AA.VV.
349. Il caso della ragazza mascherata di Frank Belknap Long
350. Il segreto degli Slan di A. E. van Vogt
351. La casa dalle finestre nere di Clifford D. Simak
352. I polimorfi, e altri racconti di AA.VV.
353. Le scogliere dello spazio di Frederik Pohl e Jack Williamson
354. Il pianeta dimenticato di Murray Leinster
355. Partenza da zero di James White
356. Il guardiano, e altri racconti di AA.VV.
357. L'uomo che cadde sulla Terra di Walter Tevis
358. Gorilla sapiens di L. Sprague de Camp e P. Schuyler Miller
359. Contatto col nemico di AA.VV.
360. I fantasmi della radura, e altri racconti di AA.VV.
361. Gli dèi odiano il Kansas di Joseph Millard
362. Anno 2650 di A. E. van Vogt
363. Fantastrenna di AA.VV.
364. Incidente a Leonta City di AA.VV.
365. Dieci anni all'ora X di Chester Anderson e Michael Kurland
366. I figli di Mu di John W. Campbell
367. All'insegna del Cervo Bianco di Arthur C. Clarke
368. K.94 chiama Terra di AA.VV.
369. Gli uomini di Vroob di Russ Winterbotham
370. Avventura nell'iperspazio di John W. Campbell
371. Essi ci guardano dalle torri di J.G. Ballard
372. L'ultima Ferrari, e altri racconti di AA.VV.
373. Le porte dell'oceano di Arthur C. Clarke
374. L'atomo infinito di John W. Campbell
375. Lot di Ward Moore
376. Richiamo all'ordine, e altri racconti di AA.VV.
377. Le mille e una morte di J.T. McIntosh
378. Universo di Robert A. Heinlein
379. I fuorilegge della natura di AA.VV.
380. Il recupero, e altri racconti di AA.VV.
381. La spedizione della V flotta di Edmond Hamilton
382. Pionieri dell'infinito di Jerry Sohl
383. Caverna nel tempo di Rex Gordon
384. Morte per fuoco, e altri racconti di AA.VV.
385. Le case di Iszm di Jack Vance
386. Agonia della Terra di Edmond Hamilton
387. L'orlo della voragine di J.T. McIntosh
388. Il sesto palazzo, e altri racconti di AA.VV.
389. Il pianeta del tesoro di Murray Leinster
390. Resurrezione di Jerry Sohl
391. L'infiltrazione-I mostri di Poul Anderson
392. Marstation e altri racconti di AA.VV.
393. La macchina dei delitti di E.F. Russel
394. Ritorno al domani di L. Ron Hubbard
395. Partenza domenica, e altri racconti di Daniel F. Galonye
396. I nemici di Gree, e altri racconti di AA.VV.
397. Servizio di pattuglia di Rick Raphael
398. Gli invasati di Jack Finney
399. Passaporto per l'eternità di J.G. Ballard
400. Ricerche Alfa di A. E. van Vogt e James H. Schmitz
401. Il giorno che invasero New York di Irwin Lewis
402. Le sabbie di Marte di Arthur C. Clarke
403. Il fantasma dello spazio di Frederik Pohl e Jack Williamson
404. Paradiso sospetto, e altri racconti di AA.VV.
405. Il collezionista di Eric Frank Russell
406. Il pianeta proibito di W.J. Stuart
407. Rapina da virus di Kenneth Bulmer
408. Lo stagno di Matlin, e altri racconti di AA.VV.
409. Cronache del dopobomba di Philip K. Dick
410. I giganti di pietra di Donald Wandrei
411. Supernormale di J. Hunter Holly
412. I dannati di Gree, e altri racconti di AA.VV.
413. L'opera dello spazio di Jack Vance
414. Oltre l'invisibile di Clifford D. Simak
415. Mondo di donne & Il sostituto di Charles Eric Maine e B. W. Ronald
416. Le rovine di Marte, e altri racconti di AA.VV.
417. Terra bruciata di J.G. Ballard
418. I tre della stella nera di Murray Leinster
419. Strage nel Cretaceo, e altri racconti di AA.VV.
420. La casa senza tempo di A. E. van Vogt
421. Vortice di relitti di James White
422. Stanotte il cielo cadrà di Daniel F. Galouye
423. L'uomo venuto troppo presto, e altri racconti di AA.VV.
424. Hedrock l'immortale di A. E. van Vogt
425. L'orrore di Gow Island di Murray Leinster
426. Rotostrada n. 20, e altri racconti di AA.VV.
427. Quando le macchine si fermeranno di Christopher Anvil
428. I ribelli dei 50 soli di A. E. van Vogt
429. La cosmonave dei ventiquattro di Gordon R. Dickson
430. Il vecchio dei serpenti, e altri racconti di AA.VV.
431. L'ultima speranza della Terra di Lan Wright
432. Le armi di Isher di A. E. van Vogt
433. Il segno della doppia ascia di Margaret St. Clair
434. 3 per la vecchia Luna di AA.VV.
435. Il vagabondo dello spazio di Fredric Brown
436. Dalle fogne di Chicago di Theodore L. Thomas e Kate Wilhelm
437. Wade Harper, investigatore di Eric Frank Russell
438. Il futuro alla gola di AA.VV.
439. Superuomo illegittimo di Walter F. Moudy
440. Pianeti da vendere di A. E. van Vogt
441. Sua altezza spaziale, e altri racconti di AA.VV.
442. Paria dei cieli di Isaac Asimov
443. Agente 064: operazione demoni di Keith Laumer
444. Terrestri alla prova di AA.VV.
445. La Luna è una severa maestra (I) di Robert A. Heinlein
446. La Luna è una severa maestra (II) di Robert A. Heinlein
447. Per il rotto della mente di AA.VV.
448. I trasfigurati di John Wyndham
449. Gomorra e dintorni di Thomas M. Disch
450. C'è sempre una guerra di AA.VV.
451. Ed egli maledisse lo scandalo di Mack Reynolds
452. Il libro del servizio segreto di Isaac Asimov
453. Il 27º giorno di John Mantley
454. Enigma 1973 di Mark Phillips
455. Storie di fantamore di AA.VV.
456. La città e le stelle di Arthur C. Clarke
457. B.E.S.T.I.A. di Charles Eric Maine

### Numeri dal 458 al 600
Forma "classica" e più conosciuta degli Urania: sfondo bianco, "Urania" scritto in nero in alto a sinistra e l'immagine in un cerchio. Durerà sino al nº 1284.
458. Psicospettro di L. P. Davies
459. Follia planetaria di Roger Dee
460. Il bambino nel forno di AA.VV.
461. Pericolo da Vega di John Rackham
462. Storie del bene e del male di AA.VV.
463. Una ruga sulla Terra di John Cristopher
464. Le correnti dello spazio di Isaac Asimov
465. PSI-40 la droga per tutti di Louis Charbonneau
466. Sette chiavi per l'ignoto di AA.VV.
467. Le guide del tramonto di Arthur C. Clarke
468. Il tunnel di Murray Leinster
469. Metà A - Metà B (antologia) di Isaac Asimov e Alfred Bester
470. Le sentinelle del cielo di Eric Frank Russell
471. Il segreto delle amazzoni di Mack Reynolds
472. Le strade dell'invasione di AA.VV.
473. Nuove strade dell'invasione di AA.VV.
474. Guerra al grande nulla di James Blish
475. Colossus di D. F. Jones
476. Morte dell'erba di John Cristopher
477. Fantalmanacco di Mack Reynolds e Keith Laumer
478. Le gabbie dell'infinito di Kenneth Bulmer
479. L'ora dei grandi vermi di Philip K. Dick e Ray Nelson
480. La legge del Caos di Robert Moore Williams
481. Il lupo dei cieli di Edmond Hamilton
482. Il primo libro delle metamorfosi di AA.VV.
483. Quellen, guarda il passato! di Robert Silverberg
484. Genoa-Texcoco: zero a zero di Mack Reynolds
485. Il tiranno dei mondi di Isaac Asimov
486. Killer sull'asteroide di Louis Charbonneau
487. Gli scultori di nuvole (antologia) di J.G. Ballard
488. Le spirali del tempo di Chad Oliver
489. Super-H sull'America di Jeff Sutton
490. La sposa n. 91 (antologia) di AA.VV.
491. L'uomo dei giochi a premio di Philip K. Dick
492. La pista dell'orrore di Roger Zelazny
493. La prova del nove di AA.VV.
494. La porta sull'estate di Robert A. Heinlein
495. L'ospite del senatore Horton di Clifford D. Simak
496. Il secondo libro delle metamorfosi di AA.VV.
497. I figli dell'invasione di John Wyndham
498. La città-labirinto di Robert Silverberg
499. Le vie della frontiera di A. Bertram Chandler
500. Ma che pianeta mi hai fatto? (antologia) di Robert Sheckley
501. Io sono Helen Driscoll di Richard Matheson
502. I mercenari di Alan E. Nourse
503. La leva di Archimede di L. P. Davies
504. Livello 7 di Mordecai Roshwald
505. Strade senza uscita di AA.VV.
506. Lo straniero di L. P. Davies
507. Il sole nudo di Isaac Asimov
508. Il terzo libro delle metamorfosi di AA.VV.
509. Jumbo-10 il rinnegato di Dean R. Koontz
510. L'uomo che vedeva gli atomi di Murray Leinster
511. Luna Luna di miele (antologia) di Fredric Brown
512. La scacchiera di John Brunner
513. Il vampiro del mare di Charles Eric Maine
514. La sentinella (antologia) di Arthur C. Clarke
515. I nomadi dell'infinito di Poul Anderson
516. In una piccola città di Frank Belknap Long
517. Metà R, Metà S (antologia) di Kit Reed e Robert Silverberg
518. L'astronave del massacro di James White
519. Il cervello trappola di A. E. van Vogt
520. Margherite per Dorothy di AA.VV.
521. Gli uomini nei muri di William Tenn
522. Ombre sulla Luna di Arthur C. Clarke
523. La terza mano - Treno cosmico di Larry Niven e Raymond F. Jones
524. Uomini, marziani e macchine di Eric Frank Russell
525. L'occhio del cielo di Philip K. Dick
526. Chi vuole distruggere l'America? di Mack Reynolds
527. Nuove vie della frontiera di A. Bertram Chandler
528. Gli uomini ombra di A. E. van Vogt
529. Mondo senza stelle di Poul Anderson
530. Il difficile ritorno del signor Carmody di Robert Sheckley
531. Il disco di fiamma di Philip K. Dick
532. Un passo avanti e due indietro di AA.VV.
533. Messaggio da Cassiopea di Chloe Zerwick e Harrison Brown
534. Vedremo domani di AA.VV.
535. Il seme tra le stelle di James Blish
536. Chocky di John Wyndham
537. I nostri dissimili di AA.VV.
538. La città degli Aztechi di Harry Harrison
539. Tutto bene a Carson Planet di A. E. van Vogt
540. Il cielo era pieno di navi di Richard C. Meredith
541. Imboscata alla città di Mack Reynolds
542. Sparate a vista su John Androki di Jeff Sutton
543. Cratere e caverna di Clifford D. Simak e Poul Anderson
544. I mercanti dello spazio di Frederik Pohl e Cyril M. Kornbluth
545. L'uomo liquido di C.B. Gilford
546. Le fantastorie del brigadiere (antologia) di Sterling E. Lanier
547. La morte viene col vento di John Blackburn
548. L'incubo dei Syn di Raymond F. Jones
549. Il Generale abbatte un angelo di Howard Fast
550. Uomini e androidi di Edmund Cooper
551. La fabbrica dei flagelli di AA.VV.
552. Paradosso cosmico di Charles L. Harness
553. I proteiformi di Poul Anderson
554. Secolo XXIII di Jeff Sutton
555. Giochi di società di AA.VV.
556. L'altra faccia di mister Kiel di J. Hunter Holly
557. Orrore alla miniera (Beachhead Planet) di Robert Moore Williams
558. Duellomacchina di Ben Bova
559. L'immaginazione al potere di Clifford D. Simak
560. L'uomo isotopo di Charles Eric Maine
561. La casa della vita e della morte (antologia) di AA.VV.
562. Naufragio sul pianeta Tschai di Jack Vance
563. Le amazzoni di Poul Anderson
564. Abominazione Atlantica di John Brunner
565. Le insidie di Tschai di Jack Vance
566. Quelli di Kaluiki di Charles Eric Maine
567. I tesori di Tschai di Jack Vance
568. Antologia personale n. 1 di Isaac Asimov
569. Antologia personale n. 2 di Isaac Asimov
570. Antologia personale n. 3 di Isaac Asimov
571. Fuga da Tschai di Jack Vance
572. La fine dell'eternità di Isaac Asimov
573. Alpha Tauri: missione n. 92 di Jeff Sutton
574. Oltre Capella di John Rackham
575. Le due facce del tempo di Robert Silverberg
576. Il ponte di quattro giorni di G.H. Smith
577. Grazie di tutto di John Brunner
578. Abissi d'acciaio di Isaac Asimov
579. La valle condannata di L. P. Davies
580. Cronomoto di Bob Shaw
581. Gli orrori di Omega di Robert Sheckley
582. L'angelico lombrico (antologia) di Fredric Brown
583. Direttiva primaria di Harris Moore
584. I figli di Matusalemme di Robert A. Heinlein
585. Pianeta di disciplina di John Racham
586. Non cremate il presidente (antologia) di Theodore Sturgeon
587. Rischio calcolato di Charles Eric Maine
588. Il gradino di Venere di David Grinnel
589. Antologia scolastica n. 1 di AA.VV.
590. Loro i terrestri di Poul Anderson
591. Antologia scolastica n. 2 di AA.VV.
592. L'ultima morte di Robert Colston di Douglas Warner
593. Antologia scolastica n. 3 di AA.VV.
594. H su Los Angeles di Robert Moore Williams
595. Il drago di bronzo di Marion Zimmer Bradley
596. Uomo al piano zero di Bob Shaw
597. Trist lo straniero di Michael Elder
598. Pianeta difficile di Algis Budrys
599. Le rive di un altro mare di Chad Oliver
600. Strisciava sulla sabbia di Hal Clement

### Numeri dal 601 al 765
601. I condannati di Messina di Ben Bova
602. Quando due mondi si incontrano di Robert M. Williams e Jack Vance
603. Fossa d'isolamento di H.L. Lawrence
604. Giardiniere di uomini di Robert Sheckley
605. Dai bassifondi di Klittmann City di B.J. Bayley
606. Le navi di Pavlov di Frederik Pohl
607. Mille e una Terra di David Mason
608. Neanche gli dei di Isaac Asimov
609. L'anomalia di Jerry Sohl
610. Hanno distrutto la Terra di Poul Anderson
611. Cybernia di Lou Cameron
612. Dove sparivano le navi di A. Bertram Chandler
613. Galassia che vai di Eric Frank Russell
614. Altri giorni altri occhi di Bob Shaw
615. Signori del tempo di Wilson Tucker
616. Mnemoblocco di stato di Jeff Sutton
617. Sam Space, spazio-investigatore di William F. Nolan
618. Il lichene cinese di John Wyndham
619. Appuntamento su un mondo perduto di A. Bertram Chandler
620. Ladri di tempo di Dean R. Koontz
621. Il vento dal nulla di J.G. Ballard
622. L'occhio del Purgatorio di Jacques Spitz
623. Buone notizie dal Vaticano di AA.VV.
624. Frugate il cielo di Frederik Pohl e Cyril M. Kornbluth
625. Asimov Story n. 1. di Isaac Asimov
626. Asimov Story n. 2 di Isaac Asimov
627. La notte del furore di Philip Friedman
628. L'atomo azzurro di Robert Moore Williams
629. Asimov Story n. 3 di Isaac Asimov
630. Asimov Story n. 4 di Isaac Asimov
631. Le stelle nelle mani di Harry Harrison
632. Il grande contagio di Charles Eric Maine
633. Megalopolis 2073 di Michael Elder
634. Incontro con Rama di Arthur C. Clarke
635. Oltre l'orizzonte di Robert A. Heinlein
636. La ragione dei granchi di Michael Elder
637. I coloni di Morrow di A. Bertram Chandler
638. L'asteroide abbandonato di Murray Leinster
639. Dentelungo ed altri estranei (antologia) di Edgar Pangborn
640. La corsa del manichino di E.C. Tubb
641. Il pianeta dei superstiti di Damon Knight
642. Reliquia dell'impero di Larry Niven
643. Lebbra antiplastica di Kit Pedler e Gerry Davis
644. Terrore su Londra di John Creasey
645. Naufragio trasparente di James White
646. Le città che ci aspettano di Roger Elwood
647. Lo spaziale di Gordon R. Dickson
648. Deserto d'acqua di J.G. Ballard
649. La mano (antologia) di Howard Fast
650. L'effetto dinosauro di Kit Pedler e Gerry Davis
651. Vita con gli automi di James White
652. La macchina televettrice di Edward D. Hoch
653. Invasori e invasati di Lester del Rey
654. L'abitatore di Kenneth F. Gantz
655. Chi è intelligente? di Joseph Green
656. Fuga dal futuro di Clifford D. Simak
657. Delitto alla base spaziale di Charles Eric Maine
658. Creature note e ignote di AA.VV.
659. Il diluvio di John Creasey
660. Cosa nostra che sei nei cieli di Edward Wellen
661. Primo agente galattico di John T. Phillifent
662. La missione del tenente Truant di Gordon R. Dickson
663. Alpha Aleph di Frederik Pohl
664. La piaga Efesto di Thomas Page
665. L'uomo che possedeva il mondo di Charles Eric Maine
666. Golpe cibernetico di Edward D. Hoch
667. L'osservatorio di James Sutherland
668. Operazione antimostro di Darrel T. Longart
669. Invasori silenziosi di Robert Silverberg
670. Prove di maturità di Roger Elwood
671. Gli incappucciati d'ombra di Edmund Hamilton
672. Sabba spaziale di J.T. McIntosh
673. Minaccia dagli Hukk di Keith Laumer
674. L'uomo che correva di J. Hunter Holly
675. I guerrieri nel ghiaccio di Wilson Tucker
676. Pistolero fuori tempo (antologia) di AA.VV.
677. Quoziente 1000 di Poul Anderson
678. I Danzatori di Noyo di Margaret St. Clair
679. Vacanza a satellite City di Mack Reynolds
680. L'odissea di Glystra di Jack Vance
681. Naufragio di Charles Logan
682. Andrew il disturbatore di Neal Barret, jr.
683. Evasione nel caos di Jane Roberts
684. Dynostar di Kit Pedler e Gerry Davis
685. Pellegrinaggio vietato di Clifford D. Simak
686. Tutti i colori del buio di Lloyd Biggle
687. L'uomo stocastico di Robert Silverberg
688. Terra imperiale di Arthur C. Clarke
689. Opzioni di Robert Sheckley
690. Terra incognita di AA.VV.
691. Il segno dei due mondi di Keith Laumer
692. Oltre l'orbita di Giove di Keith Laumer
693. Venere sulla conchiglia di Kilgore Trout
694. L'uomo che cadde sulla Terra (romanzo originale + sceneggiatura del film) di Walter Tevis
695. I Greks portano doni di Murray Leinster
696. Effetto valanga di Mack Reynolds
697. Testi e note n. 1 di Isaac Asimov
698. Ed egli maledisse lo scandalo di Mack Reynolds
699. Testi e note n. 2 di Isaac Asimov
700. L'arma dei Walbrook di Ron Goulart
701. Il tenente di L. Ron Hubbard
702. Nebbia di James Herbert
703. Questo è un Gizmo di Murray Leinster
704. I topi meccanici (antologia) di Eric Frank Russell
705. Il campo degli UFO di Zach Hughes
706. Atterraggio proibito di John Brunner
707. Condominium di J.G. Ballard
708. Dalle fogne di Chicago di Theodore L. Thomas e Kate Wilhelm
709. La torre sull'orlo del tempo di Lin Carter
710. Dietro il muro di Fred Saberhagen
711. I superstiti di Ragnarok di Tom Godwin
712. Boston 2010 - XXI Supercoppa di Gary K. Wolf
713. Uomini, macchine e guai (antologia) di Ron Goulart
714. Il presidente moltiplicato di Ben Bova
715. Psicospettro di L. P. Davies
716. AT-1 non risponde di D. F. Jones
717. La civiltà del vento (antologia) di J.G. Ballard
718. Un agente dall'aldilà di George O'Toole
719. Mondi senza fine di Clifford D. Simak
720. L'astronave dei ventimila di Ben Bova
721. La città e il deserto di Alan Barclay
722. La stella della vita di Edmond Hamilton
723. Arca seconda di Roger Dixon
724. Il superstite di James Herbert
725. Delitto al fantacongresso di Gene DeWeese e Robert Coulson
726. Colossus di D. F. Jones
727. Astroincendio doloso di Harry Harrison e Gordon R. Dickson
728. L'inferno nelle paludi di Perry A. Chapdelaine
729. Quarto Reich, e altri racconti di AA.VV.
730. Gli uomini nei muri di William Tenn
731. Viaggio a un sole dimenticato di Donald J. Pfeil
732. Molto dopo mezzanotte (antologia) di Ray Bradbury
733. Spedizione verso il Niente di Dean R. Koontz
734. Stella doppia 61 Cygni di Hal Clement
735. Sogno dentro sogno di John Hill
736. Antologia del Bicentenario n. 1 di Isaac Asimov
737. Gli uomini di Vroob di Russ Winterbotham
738. Antologia del Bicentenario n. 2 di Isaac Asimov
739. Lo scheletro impossibile di James P. Hogan
740. Quando i Neutri emergono dalla Terra / Cronomoto (speciale 25º anniversario) di Bob Shaw
741. Il morbo di San Francisco di Zach Hughes
742. La pietra sincronica di Jonathan Fast
743. L'uomo che veniva dal futuro di Wilson Tucker
744. I vampiri dello spazio di Colin Wilson
745. Il dilemma di Benedetto XVI di AA.VV.
746. I mondi di Eklos di Rex Gordon
747. Messaggio per Plutone di David Grinnel
748. Micronauti in giardino di Gordon Williams
749. La spedizione degli Angeli di Steve Wilson
750. La signora degli scarafaggi di Thomas M. Disch
751. Il verde millennio di Fritz Leiber
752. La stanza vuota di Thomas M. Disch
753. Watergate 2021 di Ron Goulart
754. Ciò che uscì dal lago Michigan di Roger Lovin
755. Al servizio del TB II di Joe Haldeman
756. Partenza da zero di James White
757. Il matrimonio alchimistico di Alistair Crompton di Robert Sheckley
758. Il punto nero di AA.VV.
759. Il pianeta del giudizio (Star Trek) di Joe Haldeman
760. Il pianeta degli schiavi di Laurence M. Janifer
761. La grande clessidra di Ron Goulart
762. Mastodonia di Clifford D. Simak
763. Pianeti da vendere di A. E. van Vogt
764. Il gigante annegato (antologia) di J.G. Ballard
765. Chi c'era prima di noi di James P. Hogan

### Numeri dal 766 al 895
Invariata la vesta grafica, assume cadenza settimanale
766. Cosmo selvaggio di Bob Shaw
767. Nemo di Ron Goulart
768. Il robot che sembrava me di Robert Sheckley
769. La galassia brucia di Colin Kapp
770. Vortice di relitti di James White
771. La carovana di Stephen Goldin
772. Quando i Technol ci chiameranno di W.J. Burley
773. La Stazione della Stella Morta di Jack Williamson
774. Tre millimetri al giorno di Richard Matheson
775. Compratemi tutta di Jack Williamson
776. THX 1138 di Ben Bova
777. Il giorno del cosmo di Barry N. Malzberg
778. Il ponte di quattro giorni di George Henry Smith
779. La zona del disastro (antologia) di J.G. Ballard
780. L'Imperatore degli Ultimi Giorni di Ron Goulart
781. La doppia faccia degli UFO di Ian Watson
782. L'orrore di Gow Island di Murray Leinster
783. Antigravitazione per tutti di Bob Shaw
784. Tra gli orrori del 2000 di Chelsea Quinn Yarbro
785. Fuga nei mondi accanto di Philip E. High
786. Città nel cielo di Curt Siodmak
787. Quarto: uccidi il padre e la madre di Gary K. Wolf
788. Terra bruciata di J.G. Ballard
789. Il giorno della nuvola di Theodore L. Thomas e Kate Wilhelm
790. Intrigo interstellare di F. Paul Wilson
791. L'enigma di Hawkshaw di Ron Goulart
792. L'attacco delle tarantole (romanzamento) di Bernhardt J. Hurwood
793. Vulcano 3 di Philip K. Dick
794. Nato d'uomo e di macchina di Ted White
795. Mostra di mostri di Roger Elwood
796. Le fontane del Paradiso di Arthur C. Clarke
797. Trenta milioni bruceranno vivi di Richard A. Lupoff
798. La seconda missione di Bob Tanner di Ted White
799. La scacchiera di John Brunner
800. La sfera di Dyson (Star Trek) di Gordon Eklund
801. Chi passeggiava con gli astronauti di Wenzell Brown
802. Il tunnel sotto il mondo (antologia) di Frederik Pohl
803. Una ruga sulla Terra di John Cristopher
804. Il marziano in soffitta (antologia) di Frederik Pohl
805. Le acque della morte di Irving A. Greenfield
806. Il perfido cyborg di Ron Goulart
807. L'ultimo guerriero di Bill S. Ballinger e Robert Clouse
808. L'ora dei Grandi Vermi di Philip K. Dick e Ray Nelson
809. La città del lontanissimo futuro di M.J. Harrison
810. Nero nel tempo di John Jakes
811. Crepuscolo sulla città di Charles Platt
812. Jumbo-10 il rinnegato di Dean R. Koontz
813. Superbestia di David Gerrold
814. Chirurgia per la Terra di James White
815. 44 microstorie di fantascienza di AA.VV.
816. Gli orrori del transfinito di Colin Kapp
817. Nemici nell'infinito di E.C. Tubb
818. I super-alieni di Lemuria di Ron Goulart
819. Ian Solo, guerriero stellare di Brian Daley
820. Agente speciale 064: operazione demoni di Keith Laumer
821. Ragazza del 2051 di Barbara Paul
822. Il comandante del "Far Traveler" di A. Bertram Chandler
823. Progetto US Navy "WP" di Thomas Page
824. Le lenti del potere di A. E. van Vogt
825. Supernormale di J. Hunter Holly
826. Ragnatela di John Wyndham
827. Microfantascienza - altre 44 storie di AA.VV.
828. La sabbia che viveva di Richard A. Lupoff
829. Sum VII di T.W. Hard
830. La Terra che ho lasciato dietro di me di William Walling
831. La leva di Archimede di L. P. Davies
832. Il terzo occhio della mente di Bob Shaw
833. La signorina Trevor, suppongo? di E.C. Tubb
834. Transmaniacon di John Shirley
835. Caverna nel tempo di Rex Gordon
836. Saturno Tre (romanzamento) di Steve Gallagher
837. Guerra tra le metropoli di Dennis Palumbo
838. Cronomacchina molto lenta di Ian Watson
839. Titano di John Varley
840. L'astronave del massacro di James White
841. Il pianeta del piacere di A. Bertram Chandler
842. Strada senza fine di Roger Zelazny
843. Guida galattica per gli autostoppisti di Douglas Adams
844. L'ultima speranza della Terra di Lan Wright
845. Motore rotto blues di Ron Goulart
846. La città di sotto di Arthur Tofte
847. La colonia dei micronauti di Gordon Williams
848. La cosmonave dei ventiquattro di Gordon R. Dickson
849. Gli ascoltatori del cosmo di John Brunner
850. La ragione per cui di George Alec Effinger
851. Nascita dell'Anti-uomo di Dean R. Koontz
852. Associazione Genitori e Insegnanti di R.A. Lafferty
853. Messaggio da Cassiopea di Chloe Zerwick e Harrison Brown
854. L'orrenda tana di James Herbert
855. Come si chiamava quella città di R.A. Lafferty
856. La fisica del Karma (prima parte) di Arsen Darnay
857. La fisica del Karma (seconda parte) di Arsen Darnay
858. La città degli Aztechi di Harry Harrison
859. La sindrome della furia di Mack Reynolds
860. La fabbrica di Frankenstein di Edward D. Hoch
861. Una Magnum per Billy Gregg (antologia) di Bob Shaw
862. La reliquia di James Herbert
863. Superuomo illegittimo di Walter F. Moudy
864. Una vergogna per l'Italia (antologia) di Bob Shaw
865. Viaggio al centro della Galassia di John Paton
866. La macchina della fortuna di E.C. Tubb
867. Le gabbie dell'infinito di Kenneth Bulmer
868. Quatermass: la Terra esplode di Nigel Kneale
869. Fluke l'uomocane di James Herbert
870. Giù nel Pleistocene di Garry Kilworth
871. Su e giù per il tempo-spazio di John Wyndham
872. Incubo-Express di Isidore Haiblum
873. I mercenari di Alan E. Nourse
874. I figli di Medusa di Bob Shaw
875. Più verde del previsto di Ward Moore
876. Medicorriere di Alan E. Nourse
877. L'occhio di Bel di John Coyne
878. In una piccola città di Frank Belknap Long
879. Psychlone di Greg Bear
880. Fantasma Cinque di Robert Sheckley
881. Una creatura della notte di Thomas Tessier
882. Il metodo degli Asdrake di Philip E. High
883. Terroristi e mostro a Stonehalt di Anthony Grant
884. All'insegna del Cervo Bianco (antologia) di Arthur C. Clarke
885. La guerra dei mondi di Sherlock Homes di Manly W. e Wade Wellman
886. Un milione di domani di Bob Shaw
887. I visitatori di Clifford D. Simak
888. I fuochi azzurri di Thomas Tessier
889. Enigma 1973 di Mark Phillips
890. Tra dieci mesi la fine del mondo (prima parte) di Gregory Benford e William Rotsler
891. Tra dieci mesi la fine del mondo (seconda parte) di Gregory Benford e William Rotsler
892. Xeno, l'abominio che ci aspetta di D. F. Jones
893. Il segreto delle porte spaziali di E.C. Tubb
894. Il cielo era pieno di navi di Richard C. Meredith
895. La missione delle navi sovietiche di Homer N. Gholston

### Numeri dal 896 a 1000
Torna a cadenza quattordicinale.
896. Non saremo noi (antologia - parte prima) di Philip K. Dick
897. Piccola città (antologia - parte seconda) di Philip K. Dick
898. Chi erano gli dèi dell'uomo di Zach Hughes
899. Le comuni del 2000 di Mack Reynolds
900. Paradosso cosmico di Charles L. Harness
901. Jongor, il terrore della giungla di Robert Moore Williams
902. Il rock della città vivente di John Shirley
903. Terremoto di grado XIII di Leonard Daventry
904. L'angelo di latta di Ron Goulart
905. L'uomo liquido di Charles B. Gilford
906. Falkenberg il mercenario di Jerry Pournelle
907. L'ombra dell'astronave di David Gerrold
908. Ultime notizie dall'America / Ora zero (speciale Natale: 1 romanzo + 10 racconti) di J.G. Ballard
909. Il cieco del Non-Spazio di Bob Shaw
910. Neanche gli dèi di Isaac Asimov
911. I cacciatori di Burt Wetanson e Thomas Hobbler
912. La clinica dell'orrore di William Woolfolk
913. Morti e sepolti di Chelsea Quinn Yarbro
914. Contrattacco su Marte di Jerry Pournelle
915. La notte del furore di Philip Friedman
916. Alieno in croce di Raymond F. Jones e Lester del Rey
917. Il ritorno degli umanoidi di Jack Williamson
918. Nel sistema della follia di Ron Goulart
919. Sanguivora di Robert Charles
920. L'incubo dei Syn di Raymond F. Jones
921. La lunga morte del colonnello Porter di John Paton
922. Ricordatevi di noi di Leonard Daventry
923. Segnali da Giove di Zach Hughes
924. Giove chiama Terra di Ben Bova
925. Mondo senza stelle di Poul Anderson
926. Heil Hibbler di Ron Goulart
927. Naufragio sul pianeta Iduna di Arthur Tofte
928. Un vento freddo da Orione di Scott Asnin
929. Crociera nella catastrofe di D. F. Jones
930. Secolo XXIII di Jeff Sutton
931. La stella dei giganti di James P. Hogan
932. I sette peccati mortali della FS di AA.VV.
933. Diga sul pianeta Hestia di C.J. Cherryh
934. Tempo di mostri, fiume di dolore di James Kahn
935. Orrore alla miniera di Robert Moore Williams
936. Le cinque porte di Jack Rhys
937. Locus-Alfa, Locus-Zeta (antologia) di Bob Shaw
938. L'araldo dello sterminio di Michael Shaara
939. Terra di mutazioni di Roger Zelazny
940. Poltergeist di James Kahn
941. Duellomacchina di Ben Bova
942. Dark Crystal di A.C.H. Smith
943. La torre dei dannati di John Tomerlin
944. Avventura in fondo al cosmo di Paul Preuss
945. Sarà un futuro d'inferno di D. F. Jones
946. Omicidi a effetto ritardato di Ron Goulart
947. Abominazione atlantica di John Brunner
948. L'oscuro fiume del tempo di James Kahn
949. Gli emarginati di J.N. Williamson
950. Virus Cepha di Ian MacMillan
951. La miniera di Hatcher di Charles E. Sellier jr. e Robert Weverka
952. Incidente di frontiera di Michael Shaara
953. Le rive di un altro mare di Chad Oliver
954. Starbright contro l'Orda Nera di James R. Berry
955. Intervento da Typhon di Douglas R. Mason
956. La minaccia degli Esmeraldiani di Ron Goulart
957. Luna, maledetta Luna! di Bob Shaw
958. La legge dei Soal di Garry Kilworth
959. Mille e una Terra di David Mason
960. La prova del fuoco di Ben Bova
961. La fossa degli appestati di Mark Ronson
962. L'uomo in fuga di Richard Bachman
963. I superstiti del Wyoming di Jack Lovejoy
964. La casa della bestia di Richard Laymon
965. Direttiva primaria di Harris Moore
966. Krull di Alan Dean Foster
967. L'albergo sulla tana dei crotali di Joseph L. Gilmore
968. Ristorante al termine dell'Universo di Douglas Adams
969. I terroristi del Big Bang di Ron Goulart
970. I reggimenti della notte di Brian L. Ball
971. Dai bassifondi di Klittmann City di Barrington J. Bayley
972. La "cosa" dei monti Catskill di Alan Ryan
973. La vita, l'universo e tutto quanto di Douglas Adams
974. Dramocles, dramma intergalattico di Robert Sheckley
975. Viaggio in fondo alle stelle di John Maddox Roberts
976. Mitologie del futuro prossimo (antologia) di J.G. Ballard
977. La torre sull'orlo del tempo di Lin Carter
978. Il mangiatore d'anime di Mike Resnick
979. I serpenti sugli alberi di Drew Lamark
980. Da Brooklyn al pianeta di Controllo di Isidore Haiblum
981. Cybernia di Lou Cameron
982. La scomparsa del "Rimfire" di Zach Hughes
983. L'equazione del giorno del giudizio di R.A. Lafferty
984. Il pianeta di Satana di Mike Resnick
985. Il treno di Deacons Kill di Alan Ryan
986. Il vento è cambiato (antologia) di Isaac Asimov
987. L'occhio del purgatorio di Jacques Spitz
988. I mutanti del 2075 di Isidore Haiblum
989. Incidente nel deserto di Octavia E. Butler
990. Il tronco di Davide di Mike Resnick
991. I pericoli di Hellquad di Ron Goulart
992. La ragione dei granchi di Michael Elder
993. Le olimpiadi della follia di AA.VV.
994. L'uomo nelle rovine di Nathan Butler
995. Dieci storie dell'altro mondo (antologia) di R.A. Lafferty
996. Le stelle nelle mani di Harry Harrison
997. Autocombustione umana di Bob Shaw
998. Gli antimercanti dello spazio di Frederik Pohl
999. Robot fuorilegge di John Sladek
1000. L'orlo della fondazione di Isaac Asimov

### Numeri dal 1001 al 1200
1001. La lunga marcia di Richard Bachman
1002. Mastodonia di Clifford D. Simak
1003. Tre storie del soprannaturale di AA.VV.
1004. Terrore nell'iperspazio di E.C. Tubb
1005. Non svegliare il Gram che dorme di Manly Wade Wellman
1006. Phantoms! di Dean R. Koontz
1007. Scheletri nel Mississippi di Howard Waldrop
1008. La banda di Barnaby Sheen di R.A. Lafferty
1009. I robot dell'alba di Isaac Asimov
1010. Operazione Caos di Poul Anderson
1011. Incontro nell'abisso di James White
1012. Quando scoppiò la pace di Vernor Vinge
1013. Redenzione immorale di Philip K. Dick
1014. Orbite perdute di Theodore Sturgeon
1015. Scacco al tempo di Fritz Leiber
1016. SV - Sea Venture di Damon Knight
1017. La cura impossibile di Hal Clement
1018. Gli anni del precursore di Philip José Farmer
1019. Forse domani (antologia) di Frederik Pohl
1020. Telemorte di K.W. Jeter
1021. Aquiliade di Somtow Sucharitkul
1022. I giorni delle chimere di Jack C. Haldeman II
1023. Hoka sapiens di Poul Anderson e Gordon R. Dickson
1024. A ovest del Sole di Edgar Pangborn
1025. Occhi verdi di Lucius Shepard
1026. Picnic su Paradiso di Joanna Russ
1027. Il dono di Farhome di Ted White
1028. Addio e grazie per tutto il pesce di Douglas Adams
1029. Programma: uomo di Roger Zelazny e Fred Saberhagen
1030. Signore dello spazio e del tempo di Rudy Rucker
1031. Divina invasione di Philip K. Dick
1032. Onde di un mare lontano di Michael A. Foster
1033. La guerra dei quaranta minuti di Janet e Chris Morris
1034. Davy, e oltre (antologia) di Edgar Pangborn
1035. L'uomo che non sbagliava mai di Steve Perry
1036. Il libro del fiume di Ian Watson
1037. Un mondo da salvare di Sydney Van Scyoc
1038. Orion di Ben Bova
1039. Storie di terra e spazio (antologia) di Arthur C. Clarke
1040. La collera delle tenebre di Serge Brussolo
1041. Vittime a premio di Robert Sheckley
1042. Viaggio alla città dei morti di Alan Dean Foster
1043. La strada dell'eternità di Clifford D. Simak
1044. Stirpe di alieno di C.J. Cherryh
1045. Luci e nebbie di Theodore Sturgeon
1046. Astronave senza tempo di Charles L. Harness
1047. L'orbita di metallo di Timothy Zahn
1048. Pianeta di ghiaccio di Hal Clement
1049. Vuoto di memoria di John E. Stith
1050. Artigli sul domani (antologia) di Algis Budrys
1051. Il campo degli spettri di Paul Cook
1052. Ritorno da Giove di Ben Bova
1053. Sfida al cielo di Bob Shaw
1054. La terza mano di Larry Niven
1055. Matadora di Steve Perry
1056. Oltre la Luna (antologia) di Cyril M. Kornbluth
1057. Il mondo di Grimm di Vernor Vinge
1058. Ultima genesi di Octavia E. Butler
1059. I robot e l'Impero di Isaac Asimov
1060. Futuro al rogo di James Gunn
1061. I seminatori di abissi di Serge Brussolo
1062. Terzo dal Sole (antologia) di Richard Matheson
1063. C'era una volta l'America di Neal Barret jr.
1064. L'età della guerra di John Barnes
1065. I danzatori del crepuscolo di Jack L. Chalker
1066. Stalker di Arkadi e Boris Strugatski
1067. Il libro delle stelle di Ian Watson
1068. Ricordi di domani di Philip K. Dick
1069. Il tempo dell'alleanza di Paul Cook
1070. I figli del potere di Timothy Zahn
1071. Semi di stelle di Theodore Sturgeon
1072. Viaggio allucinante di Isaac Asimov
1073. Voci dal nulla di Patricia A. McKillip
1074. Egira di Greg Bear
1075. I naufraghi del tempo di Vernor Vinge
1076. Se un nuovo orizzonte... di Charles L. Harness
1077. Una maschera per il Generale di Lisa Goldstein
1078. Canali di morte di John E. Stith
1079. L'ultima frontiera di Poul Anderson
1080. Enigma 88 di Hal Clement
1081. I soldati di catrame di Serge Brussolo
1082. Passi nel tempo di Arkadi e Boris Strugatski
1083. Il libro delle creature di Ian Watson
1084. Cestus Dei di John Maddox Roberts
1085. Attacco dal cielo di Bob Shaw
1086. Occhi dal futuro di Robert Silverberg
1087. Fantasimov di Isaac Asimov
1088. Stagione di caccia di Robert Sheckley
1089. Ritorno alla Terra di Octavia E. Butler
1090. I simulanti di Alfred Bester
1091. Alieni e no di Clifford D. Simak
1092. Ritratto in nero di Mike Resnick
1093. I mondi del Mandala di Paul Cook
1094. Terra di uragani di Serge Brussolo
1095. La vendetta di Orion di Ben Bova
1096. Azazel di Isaac Asimov
1097. Peccato originale di John Barnes
1098. Il canto dell'abisso di Sydney Van Scyoc
1099. Stazione Geenna di Andrew Weiner
1100. Pelle d'acciaio di Janet Asimov
1101. Una rete fra le stelle di Loren J. MacGregor
1102. Bolle d'infinito (antologia) di John Varley
1103. Non per la gloria di Joel Rosenberg
1104. Sonno di sangue di Serge Brussolo
1105. Il ritorno di Aquila di Somtow Sucharitkul
1106. Memorie di domani di Robert Charles Wilson
1107. WYRM di Orson Scott Card
1108. Indagine su Tankur di John E. Stith
1109. È difficile essere un dio di Arkadi e Boris Strugatski
1110. La notte che bruciammo Chrome (antologia) di William Gibson
1111. Corridoi del tempo di Charles L. Harness
1112. La rivolta dei Matador di Steve Perry
1113. Vagabondi del sogno di Robert Charles Wilson
1114. Medusa, e altri dèi (antologia) di Theodore Sturgeon
1115. Figlia del fuoco di Jack Willamson
1116. Pionieri di Philip Mann
1117. La grande sfida di Dean Ing
1118. La porta oscura di Kate Wilhelm
1119. La notte del bombardiere di Serge Brussolo
1120. Gli universi di Moras di Vittorio Catani
1121. Scontro finale di Ted Reynolds
1122. L'astronave "Redshift" di John E. Stith
1123. Berserker! di Fred Saberhagen
1124. Dopo la vita (antologia) di Pamela Sargent e Ian Watson (a cura di)
1125. La stella che cambiò di Jeffrey A. Carver
1126. Megalomania di Ian Wallace
1127. Il mondo degli aquiloni di Keith Roberts
1128. Demon (parte prima) di John Varley
1129. Demon (parte seconda) di John Varley
1130. Altre vite (antologia) di Pamela Sargent e Ian Watson (a cura di)
1131. Fondazione e Terra di Isaac Asimov
1132. L'altra realtà di Henry Kuttner
1133. L'uomo Berserker di Fred Saberhagen
1134. Creature (antologia) di A. E. van Vogt
1135. La scacchiera del tempo di Hayford Peirce
1136. Lasernauti di Martin Caidin
1137. L'altra faccia del passato di Andre Norton
1138. Uomini come topi di Rob Chilson
1139. Ai confini della realtà (romanzamento di alcuni episodi della serie omonima) di Rod Serling
1140. Il diario segreto di Phileas Fogg di Philip José Farmer
1141. Il pianeta della sfida di William E. Cochrane
1142. Destinazione spazio (antologia) di Donald A. Wolheim (a cura di)
1143. Allarme sulla terra (due romanzi) di Robert Bloch
1144. Naufragio su Giri di Vernor Vinge
1145. I mondi dell'ignoto di Bob Shaw
1146. Storie del tempo e dello spazio (antologia) di Antony Boucher
1147. Creature nel cervello di Stephen R. George
1148. Labirinto del passato di Kirk Mitchell
1149. Preludio alla Fondazione di Isaac Asimov
1150. Dimensioni proibite di Gene Wolfe
1151. L'odissea del volo 33 (romanzamento di alcuni episodi di Ai confini della realtà) di Rod Serling
1152. Il mondo dei Berserker di Fred Saberhagen
1153. Attacco alla Terra di Philip Wylie
1154. Nome in codice: Sparta di Paul Preuss
1155. Mostri del cielo e della Terra di AA.VV.
1156. Limbo (romanzo) di Andre Norton
1157. Operazione domani di Robert A. Heinlein
1158. Progetto Giove di Gregory Benford
1159. Il pianeta dell'onore di Jerry Pournelle
1160. Luna di fuoco di Virginio Marafante
1161. Il pozzo dei mondi di Henry Kuttner
1162. Lontano da casa (antologia) di Walter Tevis
1163. Il mattino dell'apocalisse di Catherine L. Moore
1164. I crocevia del tempo di Spider Robinson
1165. Mondi pericolosi di Andre Norton
1166. Il tredicesimo viaggio di Sinbad di R.A. Lafferty
1167. Memoria perduta di Damon Knight
1168. Se le stelle fossero dèi di Gregory Benford e Gordon Eklund
1169. Destinazione spazio 2 (antologia) di Donald A. Wollheim (a cura di)
1170. Incognita futuro di Hayford Peirce
1171. Maelstrom di Paul Preuss
1172. Destinazione cervello di Isaac Asimov
1173. Il segno nel cielo di Anne McCaffrey
1174. Le guerre dei Berserker (antologia) di Fred Saberhagen
1175. I sette segni di Tarnis di Avram Davidson
1176. Lunga caccia nello spazio di Kenneth Bulmer
1177. Più che umani di Justin Leiber
1178. Il pianeta dei miracoli di Piers Anthony
1179. Giù nel ciberspazio di William Gibson
1180. Nemesis di Isaac Asimov
1181. L'addio orizzontale di K.W. Jeter
1182. Il viaggio dello "Star Wolf" di David Gerrold
1183. A pochi passi dal Sole di Walter Tevis
1184. L'effetto anomalia di David Brin
1185. Gli osservatori di Damon Knight
1186. La galassia di Asimov di Martin H. Greenberg
1187. L'impero dei Dinosauri di Hayford Peirce
1188. La discesa di "Anansi" di Larry Niven e Steven Barnes
1189. Ai due lati del muro di Francesco Grasso
1190. Metà P - Metà S (Mortale tra gli immortali / Kalimantan) di Frederik Pohl e Lucius Shepard
1191. Il satellite pirata di Ted White
1192. Il popolo dell'Orlo di Orson Scott Card
1193. L'umanità è scomparsa (romanzamento di alcuni episodi di Ai confini della realtà) di Rod Serling
1194. La guerra contro gli Chtorr di David Gerrold
1195. Un bivio nel passato di Roger Zelazny e Fred Saberhagen
1196. Orion e la morte del tempo di Ben Bova
1197. Missione pericolosa di Paul Preuss
1198. Le pietre di Nomuru di Lyon e Catherine Crook de Camp
1199. Fuoco e gelo (antologia) di Roger Zelazny
1200. Le città vive di Greg Bear

### Numeri dal 1201 al 1284
1201. Il trono dei Berserker di Fred Saberhagen
1202. Gli Immortali di Poul Anderson
1203. Sogni pericolosi di Charles L. Harness
1204. Tre viaggi nello spazio-tempo (antologia) di Robert Silverberg
1205. Il fiume della vita di Philip José Farmer
1206. Donne del Quinto Pianeta di Richard Wilson
1207. Luce di stelle di Hal Clement
1208. Enciclopedia aliena di Gregory Benford
1209. Praticamente innocuo di Douglas Adams
1210. I fuorilegge di Pern di Anne McCaffrey
1211. L'apprendista di Lois McMaster Bujold
1212. Alle sorgenti del fiume di Philip José Farmer
1213. Frontiere di Larry Niven
1214. La notte del drive-in di Joe R. Lansdale
1215. Il cuore finto di D.R. di Nicoletta Vallorani
1216. Illusione di potere di Philip K. Dick
1217. L'estate dell'ozono di Frederik Pohl e Jack Williamson
1218. Il ritorno degli Chtorr di David Gerrold
1219. I venti del tempo di Robert Holdstock
1220. Le fasi del caos (antologia) di Isaac Asimov e Martin H. Greenberg (a cura di)
1221. Salto nel vuoto di Frank Herbert e Bill Ransom
1222. Il grande disegno di Philip José Farmer
1223. I simbionti di Damon Knight
1224. Il giorno dei dinosauri di Joe R. Lansdale
1225. Le stelle aspetteranno di Keith Laumer
1226. L'ombra del futuro di Jack Williamson
1227. I guardiani del mondo di Ben Bova
1228. Isaac Asimov su Marte di Gardner Dozois
1229. Damia di Anne McCaffrey
1230. Il labirinto magico di Philip José Farmer
1231. Giuramento di fedeltà di Jerry Pournelle e Larry Niven
1232. La macchina di Lord Kelvin di James P. Blaylock
1233. Berserker - La morte azzurra di Fred Saberhagen
1234. Genesi marziana di S.C. Sykes
1235. Cronache dal basso futuro di Bruce Sterling
1236. Domani il mondo cambierà di Michael Swanwick
1237. I cantori del tempo di Frederik Pohl e Jack Williamson
1238. Legami di sangue di Octavia E. Butler
1239. L'uomo modulare di Roger MacBride Allen
1240. Biografia di un tiranno di Piers Antony
1241. Nicolas Eymerich, inquisitore di Valerio Evangelisti
1242. Il mio nome è Legione di Roger Zelazny
1243. Il sogno di Lincoln di Connie Willis
1244. Il giorno della vendetta (prima parte) di David Gerrold
1245. Il giorno della vendetta (seconda parte) di David Gerrold
1246. Sabbie rosse di Jack Williamson
1247. Passaggio alle stelle di Vonda N. McIntyre
1248. Gli dèi del fiume di Philip José Farmer
1249. Kalifornia di Mark Laidlaw
1250. Di fronte all'ignoto (antologia) di Frank Belknap Long
1251. Il mondo e Thorinn di Damon Knight
1252. I figli di Damia di Anne McCaffrey
1253. Purgatorio - Storia di un mondo lontano di Mike Resnick
1254. L'astronave che sapeva di Melissa Scott
1255. Eclipse di John Shirley
1256. Il pianeta Berserker di Fred Saberhagen
1257. Inferno di Mike Resnick
1258. Cyberiade di Stanisław Lem
1259. Cronache del dopoguerra di Sheri S. Tepper
1260. La monetina di Woodrow Wilson di Jack Finney
1261. È bello essere marziani (antologia) di Frank Belknap Long
1262. Le catene di Eymerich di Valerio Evangelisti
1263. Madlands - Terre impossibili di K.W. Jeter
1264. Un occhio nel paese dei ciechi di Robert Holdstock
1265. Straniero in un mondo straniero di C.J. Cherryh
1266. È proprio la fine del mondo di Damon Knight
1267. Miraggi di silicio di Massimo Pietroselli
1268. Bugs di John Sladek
1269. Altrove - Contatti nel cosmo di David Brin
1270. Discesa sulla Luna di Allen M. Steele
1271. Pace al mondo di Stanisław Lem
1272. Un mondo di ombre di Jack Finney
1273. Fantashow di AA.VV.
1274. Quake - Un pianeta proibito di Charles Sheffield
1275. Crimini e misfatti al computer di AA.VV.
1276. Azione al crepuscolo di John Shirley
1277. Il Direttorato di Arkadi e Boris Strugatski
1278. L'ospite di K.W. Jeter
1279. E per noi le stelle di Orson Scott Card
1280. Il cabalista di Amanda Prantera
1281. Il corpo e il sangue di Eymerich di Valerio Evangelisti
1282. Ithaqua, il mostro di Brian Lumley
1283. Le ali nere del tempo di Fred Saberhagen
1284. Il pozzo delle anime di Jack L. Chalker

### Numeri dal 1285 al 1387
Storico cambiamento: Si riduce il formato e cambia il logo di "Urania". L'immagine è un'elaborazione grafica su sfondo nero.
1285. Luce virtuale di William Gibson
1286. Prigioniero sulla terra di Chris Claremont
1287. Fondazione anno zero di Isaac Asimov
1288. Il canto di Kali di Dan Simmons
1289. Il lungo ritorno di Frederik Pohl
1290. La maschera sul sole di John Shirley
1291. Il talento di Lyon di Anne McCaffrey
1292. Io sono leggenda di Richard Matheson
1293. La donna che bruciò nel vento (antologia) di Greg Bear
1294. Alien - Dentro l'alveare (romanzamento del fumetto Aliens: Alveare) di Robert Sheckley
1295. Terra di nessuno di David G. Compton
1296. I biplani di D'Annunzio di Luca Masali
1297. I delfini di Pern di Anne McCaffrey
1298. La fortezza sulla Luna di Allen M. Steele
1299. Faccia di bestia di John Crowley
1300. Il 37° mandala di Mark Laidlaw
1301. Anno 2042 di AA.VV.
1302. Scambio mentale di Robert Sheckley
1303. I corpi di Mavra di Jack L. Chalker
1304. L'incognita dei Grendel di Larry Niven e Jerry Pournelle e Steven Barnes 
1305. Le lune fredde di Charles Sheffied
1306. L'arca delle stelle di Robert Silverberg
1307. Il giogo del tempo di Brian M. Stableford
1308. Dream Box di Nicoletta Vallorani
1309. I giganti della terra di Gordon R. Dickson
1310. Le ultime ore di Shaleen di David Gerrold
1311. L'ora di 80 minuti di Brian W. Aldiss
1312. La fiamma della notte di Jack Vance
1313. Strani occhi di Connie Willis
1314. Sogno mortale di Ben Bova
1315. Mendicanti di Spagna di Nancy Kress
1316. Il mistero dell'inquisitore Eymerich di Valerio Evangelisti
1317. La città dell'estate di John Crowley
1318. Cerchio segreto di Amanda Prantera
1319. L'ultima domanda di Ian Watson
1320. Memorie di un cuoco d'astronave di Massimo Mongai
1321. 2049 contea di Clarke di Allen M. Steele
1322. Tutti i denti del mostro sono perfetti (antologia di scrittori italiani in occasione dei 45 anni di Urania: Niccolò Ammaniti, Daniele Brolli, Enzo Fileno Carabba, Sandrone Dazieri, Franco Forte, Barbara Garlaschelli, Mario Giorgi, Michele Mari, Luca Masali, Silverio Novelli, Tiziano Scarpa, Nicoletta Vallorani, Dario Voltolini) a cura di Valerio Evangelisti e Giuseppe Lippi
1323. La donna che fuggì nel tempo di Joshua Dann
1324. Gli ostaggi dello Starlab di Frederik Pohl
1325. Una voce da Ganimede di Bradley Denton
1326. Il sognatore d'armi di Philip K. Dick
1327. Orion tra le stelle di Ben Bova
1328. I fiori di Marte (antologia) di Ray Bradbury
1329. Il sole nero di Jack Williamson
1330. Picatrix la scala per l'inferno di Valerio Evangelisti
1331. Il gioco del tiranno di Piers Anthony
1332. Starplex di Robert J. Sawyer
1333. La casa degli invasati di Shirley Jackson
1334. Area 51 di Robert Doherty
1335. Le macchine infernali di K.W. Jeter
1336. Pace eterna di Joe Haldeman
1337. L'abisso di Jack L. Chalker
1338. Assedio all'eternità di Frederik Pohl
1339. Pianeta stregato di David Gerrold e Larry Niven
1340. Il sonno degli dei di Jack McDevitt
1341. Mendicanti e superuomini di Nancy Kress
1342. Cherudek di Valerio Evangelisti
1343. L'ultimo giorno di William Tucker di Allen M. Steele
1344. Follia per sette clan di Philip K. Dick
1345. Memoria impossibile di Charles Sheffield
1346. Mutazione pericolosa di Robert J. Sawyer
1347. La notte dei Morlock di K.W. Jeter
1347 bis. Vampiri di John Steakley
1348. Ai margini del caos di Franco Ricciardiello
1349. La furia dei Berserker di Fred Saberhagen
1349 bis La Macchina Magica di Sergio Valzania
1350. I predatori del Gondwana di Stefano Di Marino
1350 bis I Figli Di Beowulf di Larry Niven, Jerry Pournelle e Steven Barnes 
1351. Angelo meccanico di Richard Paul Russo
1352. Fuga nei mondi perduti di Jack Vance
1353. Le voci del cielo di Frederik Pohl
1354. Messaggi per la mente di Damon Knight
1355. Un milione di porte di John Barnes
1356. ...e non dimenticate la tuta spaziale di AA.VV.
1357. La fiaccola dell'onore di Roger MacBride Allen
1358. La strada del destino di Larry Niven
1358 bis Il Mondo Rubato di Sergio Valzania
1359. Punto di convergenza di Charles Sheffield
1360. Gli anni alieni (prima parte) di Robert Silverberg
1361. L'abisso del passato / Alba eterna di L. Sprague de Camp e David Drake
1362. Gli anni alieni (seconda parte) di Robert Silverberg
1362 bis La Perla Alla Fine Del Mondo di Luca Masali
1363. La penultima verità di Philip K. Dick
1364. Area 51: minaccia dal cosmo di Robert Doherty
1365. La terza forza di Marc Laidlaw
1366. La rivincita dei mendicanti di Nancy Kress
1367. Metropolitan di Walter Jon Williams
1368. La fantascienza di Playboy (parte prima) di Alice K. Turner (a cura di)
1369. Apocalisse su Argo di Robert J. Sawyer
1370. Il fattore invisibile di Connie Willis
1371. Pionieri di Frederik Pohl
1372. Il gioco degli immortali di Massimo Mongai
1373. La fantascienza di Playboy (parte seconda) di Alice K. Turner (a cura di)
1374. Cyberblues - La missione di Carlucci di Richard Paul Russo
1374 bis Existenz di David Cronenberg & Christopher Priest
1375. La notte dei pitagorici di Claudio Asciuti
1376. Vamps di Norman Spinrad
1377. Anno 2000 di Harry Harrison (a cura di)
1378. Metallo urlante di Valerio Evangelisti
1379. I transumani di Robert J. Sawyer
1380. Londra invisibile di Brian M. Stableford
1381. Berserker - Il titano d'acciaio di Fred Saberhagen
1382. Software - I nuovi robot di Rudy Rucker
1383. Ghiaccio-nove di Kurt Vonnegut
1384. Creature inumane di Jerry Jay Carroll
1385. L'uomo dei mondi di polvere di Don De Brandt
1386. Orbita Olympus di Allen M. Steele
1387. Psyconegozio di Alfred Bester e Roger Zelazny

### Numeri dal 1388 al 1409
Cambia di nuovo il logo "Urania": l'immagine prende tutto lo spazio e appare un codice a barre in alto a destra.
1388. La moglie dell'astronauta di Robert Tine
1388 bis Le Potenze Dello Spazio di Roger MacBride Allen
1389. Il trono di Ringworld di Larry Niven
1390. Universo infinito di Marion Zimmer Bradley
1391. La guerra dei folli di Sarah Zettel
1392. La sfera del nulla di Roland C. Wagner
1393. Piano meccanico di Kurt Vonnegut
1394. Scorrete lacrime, disse il poliziotto di Philip K. Dick
1395. La macchina di Rachel di Martin Wagner
1396. Pianeta di frontiera di Bruce Boxleitner
1397. Computer Grand-Guignol di Robert Sheckley
1398. Le escrescenze della Luna (antologia) di Robert Bloch
1399. Superuomo legittimo di Ian Watson
1400. Inferi on Net di Roberto Genovesi
1401. L'incantatore rinato di L. Sprague de Camp
1402. Astronavi & Avventure di Gardner Dozois (a cura di)
1403. 2038: la rivolta di Francesco Grasso
1404. Specie immortale di Colin Wilson
1405. Astronavi & mondi lontani di Gardner Dozois (a cura di)
1406. Ciao futuro di Vittorio Curtoni
1407. La compagnia della mente di Steven Piziks
1408. Marte, pianeta libero di Brian W. Aldiss e Roger Penrose
1409. L'ultima invasione di Richard Calder

### Numeri dal 1410 al 1586
La scritta "Urania" è scritta in nero dentro una fascia arancione in alto. Lo sfondo è bianco e l'immagine è inscritta in un cerchio al centro. Nel giugno e luglio del 2002 la fascia rossa del titolo è stata stampata in oro per commemorare il fatto di aver vinto il Premio Italia di fantascienza quale miglior collana. Per celebrare il 1500° numero la banda è stata stampata in colore azzurro, mentre nel numero 1505, la banda è stata stampata in verde per sottolineare l'eccezionalità del titolo proposto (l'inedito di Robert A. Heinlein, A noi vivi).
1410. Condizione Venere di Norman Spinrad
1411. L'universo sul fondo di Allen M. Steele
1412. Luminous (antologia) di Greg Egan
1413. Missione eterna di Joe Haldeman
1414. L'equazione di Dio di Robert J. Sawyer
1415. A.I. - Intelligenza Artificiale di Brian W. Aldiss
1416. I grandi maestri della fantascienza di Frederik Pohl (a cura di)
1417. Le astronavi del tempo di Roger MacBride Allen
1418. Marte, un mondo perduto di Larry Niven
1419. Wetware - Gli uomini robot di Rudy Rucker
1420. Non umano di Elizabeth Moon
1421. Il divoratore di mondi di Gregory Benford
1422. Servocittà di Jack Williamson
1423. American Acropolis di William Gibson
1424. Tecnoflagello di David Herter
1425. Ribelle genetico di C.J. Cherryh
1426. Mater Maxima di Donato Altomare
1427. Città di fuoco di Walter Jon Williams
1428. Freeware - La nuova carne di Rudy Rucker
1429. Eroe della galassia di Elizabeth Moon
1430. Il pianeta del deserto di C.J. Cherryh
1431. Il mistero di Kyber di Ian Watson e Michael Bishop
1432. La compagnia del tempo di Kage Baker (fa parte della serie della Compagnia del tempo)
1433. La città e l'abisso di Walter Jon Williams
1434. Astronavi nell'abisso di Norman Spinrad
1435. La minaccia dell'orda di Elizabeth Moon
1436. Viaggio alieno di Kevin J. Anderson
1437. Distress di Greg Egan
1438. Il castello di Eymerich di Valerio Evangelisti
1439. Ascensore per la Luna di David Gerrold
1440. Radio aliena Hasselblad di Franco Ricciardiello
1441. La crisi della realtà 1 - Emergenza! di Peter F. Hamilton
1442. I grandi maestri della fantascienza 2 di Frederik Pohl (a cura di)
1443. Salva il tuo pianeta di Sarah Zettel
1444. Porta per l'infinito di Nancy Kress
1445. La crisi della realtà 2 - Attacco! di Peter F. Hamilton
1446. La crisi della realtà 3 - Potere totale di Peter F. Hamilton
1447. L'uomo del mondo selvaggio di Don De Brandt
1448. La crisi della realtà 4 - Contrattacco di Peter F. Hamilton
1449. Il killer delle stelle di Mike Resnick
1450. Altre galassie - Il meglio della fantascienza di David G. Hartwell (a cura di)
1450 bis Cinquant'anni Di Futuro di Autori Vari
1451. L'astronave dei dannati di Richard Paul Russo
1452. Il pianeta di mezzanotte di Nalo Hopkinson
1453. Lungo i vicoli del tempo di Lanfranco Fabriani
1454. Predatori quantici di Roland C. Wagner
1455. La compagnia del tempo: Coyote del cielo di Kage Baker
1456. Anonima stregoni (antologia) di Robert A. Heinlein
1457. Alien Factor di Stan Lee e Stan Timmons
1458. Il preludio a Dune: Casa Atreides di Brian Herbert e Kevin J. Anderson
1459. Prima fermata: Luna di David Gerrold
1460. Diaspora di Greg Egan
1461. Creature accidentali di Anne Harris
1462. Umani e transumani - Il meglio della fantascienza 2 di David G. Hartwell (a cura di)
1463. Il segreto di Conrad di Rudy Rucker
1464. Il preludio a Dune 2: Il duca Leto di Brian Herbert e Kevin J. Anderson
1465. La compagnia del tempo: Mendoza a Hollywood di Kage Baker
1466. Ponte di comando (prima parte) di Elizabeth Moon
1467. Ossa della Terra di Michael Swanwick
1468. L'alchimista delle stelle 1 - I morti contro i vivi di Peter F. Hamilton
1469. Ponte di comando (seconda parte) di Elizabeth Moon
1469 bis Vincenzo Onorato di Floyd Frugo
1470. Axiomatic (antologia) di Greg Egan
1471. La salvezza di Aka di Ursula K. Le Guin
1472. Mater terribilis di Valerio Evangelisti
1473. L'alchimista delle stelle 2 - Il nemico di Peter F. Hamilton
1474. Il mestiere dell'avvoltoio (antologia) di Robert A. Heinlein
1475. L'alchimista delle stelle 3 - Collasso di Peter F. Hamilton
1476. L'alchimista delle stelle 4 - Il grande conflitto di Peter F. Hamilton
1477. Porta per il sole di Nancy Kress
1478. Terre accanto di Alberto Costantini
1479. I grandi maestri della fantascienza 3 (I) di Frederik Pohl (a cura di)
1480. I grandi maestri della fantascienza 3 (II) di Frederik Pohl (a cura di)
1481. American Gods di Neil Gaiman
1482. Tempo spezzato di Maggy Thomas
1483. Le sfere del cielo di Charles Sheffield
1484. S.O.S. da un altro pianeta di Stephen L. Burns
1485. Il preludio a Dune 3: I ribelli dell'Impero di Brian Herbert e Kevin J. Anderson
1486. La compagnia del tempo: il futuro in gioco di Kage Baker
1487. Cambio al comando di Elizabeth Moon
1488. Il dio nudo: prima parte di Peter F. Hamilton
1489. Il dio nudo: seconda parte di Peter F. Hamilton
1490. La scala di Schild di Greg Egan
1490 bis Destinazione 31deg Secolo di Autori Vari
1491. Carne di metallo di Stephen L. Burns
1492. Oltre il pianeta del vento di Paolo Aresi
1493. Pianeta senza scampo di Robert Silverberg
1493 bis Mille E Una Galassia di Autori Vari
1494. Porta sullo spazio di Nancy Kress
1495. La velocità del buio di Elizabeth Moon
1496. L'anno dei dominatori di Ian Watson
1497. Realware - La materia infinita di Rudy Rucker
1497 bis Red Brain di Autori Vari
1498. Il preludio a Dune 4: Vendetta Harkonnen di Brian Herbert e Kevin J. Anderson
1499. Creature dell'inframondo di John Shirley
1500. Tutta un'altra cosa di Giuseppe Lippi (a cura di)
1501. Crossfire: l'ultimo pianeta di Nancy Kress
1501 bis Qualche Goccia Del Tuo Sangue di Theodore Sturgeon
1502. Pianeta senza nome (prima parte) di Sarah Zettel
1503. Pianeta senza nome (seconda parte) di Sarah Zettel
1504. Nelle nebbie del tempo di Lanfranco Fabriani
1505. A noi vivi di Robert A. Heinlein
1505 bis L'Altra Realta di Giulio Cesare Giacobbe
1506. Gli immortali di James Gunn
1507. Antracite di Valerio Evangelisti
1507 bis Luce Dell'Universo di M. John Harrison
1508. Il labirinto di William Browning Spencer
1509. A dura prova di Nancy Kress
1509 bis I Cavalieri Del Tempo di Kage Baker
1510. Incubi perfetti (due romanzi: Le mosche e L'uomo elastico) di Jacques Spitz
1511. L'onda misteriosa (antologia) di Wu Dingbo e Patrick Murphy (a cura di)
1512. Città di stelle di Gregory Benford
1513. Invasione silenziosa di Sarah Zettel
1514. I segreti del paratempo (antologia) di H. Beam Piper
1515. Supernave di John Brosnan
1516. Stella cadente di Alberto Costantini
1517. Galaxy Rangers di Harry Harrison
1518. Il meridiano della paura di Alan Dean Foster
1519. Mai più umani di Nancy Kress
1519 bis Doom di John Shirley
1520. L'Imperatore di Gondwana (antologia) di Paul Di Filippo
1521. Infect@ (con un racconto inedito di Valerio Evangelisti) di Dario Tonani
1521 bis Contro Ogni Nemico di Elizabeth Moon
1522. Risen! di Scott Westerfeld
1523. L'astronave immortale di Joe Haldeman
1523 bis Underworld - Greg Cox
1524. Risen - Lo sterminio dei mondi di Scott Westerfeld
1525. Mindscan di Robert J. Sawyer
1526. Slan Hunter di A. E. van Vogt e Kevin J. Anderson
1527. Gli orrori di Quetzalia di James Morrow
1528. Sezione π² di Giovanni De Matteo
1529. Gli uomini vuoti (romanzo) di Dan Simmons
1530. I protomorfi di Joe Haldeman
1531. Lord Darcy (parte prima) di Randall Garrett
1532. Missione su Jaimec di Eric Frank Russell
1533. Incubi per Re John di Pierfrancesco Prosperi
1534. Lord Darcy (parte seconda) di Randall Garrett
1535. I figli di Ringworld di Larry Niven
1536. La genesi della specie di Robert J. Sawyer
1537. La variante di Carmody (antologia) di Robert Sheckley
1538. Dracula Cha Cha Cha di Kim Newman
1539. Apocalisse tascabile di Mordecai Roshwald
1540. Il dono di Svet di Donato Altomare
1541. La fortezza dei cosmonauti di Ken MacLeod
1542. Fuga dal pianeta degli umani di Robert J. Sawyer
1543. Guerra eterna: ultimo atto di Joe Haldeman
1544. L'algoritmo bianco di Dario Tonani
1545. Luce nera di Ken MacLeod
1546. Seeker di Jack McDevitt
1547. Origine dell'ibrido di Robert J. Sawyer
1548. Flotta di mondi di Larry Niven - Edward M. Lerner
1549. Engine City di Ken MacLeod
1550. Rivelazione (prima parte) di Alastair Reynolds
1551. La Chiesa Elettrica di Jeff Somers
1552. E-Doll di Francesco Verso
1553. Rivelazione (seconda parte) di Alastair Reynolds
1554. Cronomacchina accidentale di Joe Haldeman
1555. I predatori del suicidio di David Oppegaard
1556. Un regalo dalle stelle di James Gunn
1557. La valle dello Zodiaco di Claudio Asciuti e Errico Passaro
1558. 35 miglia a Birmingham di James Braziel
1559. Nova Swing di M. John Harrison
1560. La peste digitale di Jeff Somers
1561. Alla fine dell'arcobaleno di Vernor Vinge
1562. Incandescence di Greg Egan
1563. Rollback di Robert J. Sawyer
1564. SHI KONG: 时空 China Futures (antologia) di Lorenzo Andolfatto (a cura di)
1565. Lazarus di Alberto Cola
1566. Galassia nemica di Allen Steele
1567. Storie dal crepuscolo di un mondo/1 (parte prima) di Robert Silverberg, Mike Resnick, Walter Jon Williams e altri
1568. Cauldron, fornace di stelle di Jack McDevitt
1569. Korolev di Paolo Aresi
1570. Dula di Marte di Joe Haldeman
1571. WWW 1: Risveglio di Robert J. Sawyer
1572. Paura degli stranieri di E.C. Tubb
1573. La compagnia del tempo: il mondo che verrà di Kage Baker
1574. Toxic@ di Dario Tonani
1575. Il virus dell'odio di David Moody
1576. Il re nero di Maico Morellini,
1577. Retief - Ambasciatore galattico di Keith Laumer
1578. Onryo, avatar di morte (a cura) di Danilo Arona e Massimo Soumaré (con racconti di Sakio Komatsu, Stefano Di Marino, Danilo Arona, Yoshiki Shibata e altri)
1579. Gli ammutinati dell'astronave di Mike Resnick
1580. Storie dal crepuscolo di un mondo/2 (parte seconda) di Kage Baker, Elizabeth Moon, Lucius Shepard e altri
1581. Gli dei invisibili di Marte di Ian Watson
1582. Verso le stelle di Joe Haldeman
1583. WWW 2: In guardia di Robert J. Sawyer
1584. Il ritorno di Jim DiGriz di Harry Harrison
1585. La criocamera di Vorkosigan di Lois McMaster Bujold
1586. L'uomo che credeva di essere se stesso di David Ambrose

### Numeri dal 1587 al 1649
Formato simile al "classico": sfondo bianco, "Urania" scritto in nero in alto centrato sopra una banda stretta rossa, immagine in un cerchio bordato di rosso.
1587. L'ultimo teorema di Arthur C. Clarke e Frederik Pohl
1588. I senza-tempo di Alessandro Forlani,
1589. Vendesi tempo, affare sicuro di Paul Di Filippo
1590. Terra al tramonto di Neil Gaiman, G.R.R. Martin, Dan Simmons e altri
1591. I pirati e l'astronave di Mike Resnick
1592. La compagnia del tempo di Kage Baker ("I capolavori")
1593. Echo di Jack McDevitt
1594. Psyconegozio di Alfred Bester e Roger Zelazny ("I capolavori")
1595. Nove inframondi (a cura) di David G. Hartwell e Kathryn Cramer (con racconti di Neil Gaiman, Paolo Bacigalupi, Elizabeth Bear e altri)
1596. Waldo (antologia) di Robert A. Heinlein ("I capolavori")
1596 bis Il Fiume Degli Dei di Ian McDonald
1597. WWW 3. La mente di Robert J. Sawyer
1598. Le macchine infernali di K.W. Jeter ("I capolavori")
1599. Creatura del fuoco di Ian Watson
1600. L'uomo a un grado Kelvin di Piero Schiavo Campo,
1601. Pianeta stregato di David Gerrold e Larry Niven ("I capolavori")
1602. Coyote di Allen Steele
1603. Il mestiere dell'avvoltoio (antologia) di Robert A. Heinlein ("I capolavori")
1604. Lo spazio deserto di M. John Harrison
1605. Ossa della Terra di Michael Swanwick ("I capolavori")
1606. Un mondo per gli artefici di Charles Sheffield
1607. Corpi spenti di Giovanni De Matteo
1608. 12 inframondi, a cura di David G. Hartwell e Kathryn Cramer
1608 bis Redemption Ark - Alastair Reynolds
1609. Apocalisse su Argo di Robert J. Sawyer ("I capolavori")
1610. Uomini in rosso (Redshirts) di John Scalzi
1611. Angelo meccanico di Richard Paul Russo ("I capolavori")
1612. Cuori strappati di Glauco De Bona,
1613. Punto di convergenza di Charles Sheffield ("I capolavori")
1614. Astronave mercenaria di Mike Resnick
1615. Supertoys che durano tutta l'estate di Brian W. Aldiss ("I capolavori")
1616. Psico-attentato di Robert J. Sawyer
1617. La notte del bombardiere di Serge Brussolo ("I capolavori")
1618. I prigionieri del caduceo di Ward Moore
1619. Capitan Abisso di Norman Spinrad ("I capolavori")
1620. I ribelli e l'astronave di Mike Resnick
1621. Millennium di John Varley ("I capolavori")
1622. Utopia pirata di Bruce Sterling (raccolta)
1623. Wetware - Uomini e robot di Rudy Rucker ("I capolavori")
1624. Il sangue e l'impero (raccolta de L'impero restaurato e Bloodbusters) di Sandro Battisti e Francesco Verso.
1625. Infiniti (raccolta) a cura di David Hartwell e Kathryn Cramer
1626. Orizzonti Infiniti (raccolta) a cura di David Hartwell e Kathryn Cramer
1627. Il cabalista di Amanda Prantera ("I capolavori")
1628. I cacciatori di incognite di Charles Sheffield
1629. La compagnia del tempo: Coyote del cielo di Kage Baker ("I capolavori")
1630. La terza memoria di Maico Morellini
1631. Rapporto sulle atrocità (raccolta di Rapporto sulle atrocità e Giungla di cemento) di Charles Stross
1632. Chiusi dentro di John Scalzi
1633. Astronave Ammiraglia di Mike Resnick
1634. Coyote Rising di Allen Steele
1635. Il replicante di Sigmund Freud di Barry N. Malzberg
1636. Pulphagus® Fango dei cieli di Lukha B. Kremo,
1637. Pianeta senza scampo di Robert Silverberg ("I capolavori")
1638. Terra incognita di Ian McDonald
1639. Universi in fuga (prima parte) di Charles Sheffield
1640. Universi in fuga (seconda parte) di Charles Sheffield
1641. Senza luce di C.A. Higgins
1642. Domani il mondo cambierà o Stazioni delle maree di Michael Swanwick ("I capolavori")
1643. Le variazioni Gernsback di AA.VV.: E.T.A. Hoffmann (Il cavaliere Gluck), Michael Bishop, Norman Spinrad, Robert Silverberg, LLoyd Biggle Jr., Sean McMullen, Karl Hans Strobl, Danilo Arona e Henry S. Whitehead (antologia a cura di Walter Catalano, Roberto Chiavini, Luca Ortino e Gian Filippo Pizzo).
1644. Occhi nello spazio di Robert J. Sawyer
1645. Kiteworld - Il mondo degli aquiloni di Keith Roberts ("I capolavori")
1646. Il razzo ad orologeria di Greg Egan
1647. Il viaggio dello Star Wolf di David Gerrold ("I capolavori")
1648. Il sigillo del serpente piumato di Piero Schiavo Campo,
1649. RED di Linda Nagata ("I capolavori")

### Numeri dal 1650 al 1697
Formato simile al "classico": sfondo bianco, "Urania" scritto in nero in alto allineato a sinistra sopra una banda stretta rossa, immagine in un cerchio bordato di rosso.
1650. Paradiso remoto di Mike Resnik
1651. Supernova di C.A. Higgins
1652. Purgatorio: storia di un mondo lontano di Mike Resnik ("I capolavori")
1653. Cosmocopia di Paul Di Filippo
1654. Inferno di Mike Resnik ("I capolavori")
1655. Pianeta parallelo di Ian McDonald 
1656. Nessun domani di Nancy Kress
1657. Radiazioni oscure di C.A. Higgins
1658. Progetto Jennifer (prima parte) di Charles Stross,
1659. Progetto Jennifer (seconda parte) di Charles Stross,
1660. Simbionte di Claudio Vastano,
1661. L'imperatrice del Sole di Ian McDonald
1662. Orion: la Fortezza di Mike Resnick
1663. Scontro finale di Ted Reynolds ("I capolavori")
1664. Caccia alla Fenice di Michael Swanwick
1665. Progetto Quintaglio di Robert J. Sawyer
1666. Antares: la prigione di Mike Resnick
1667. Il memorandum Fuller di Charles Stross
1668. Codice Hercules di Jack McDevitt
1669. La luce di Orione di Valerio Evangelisti ("I capolavori")
1670. Cassiopea: il castello di Mike Resnick
1671. La vendetta dei Quintaglio di Robert J. Sawyer
1672. Le ombre di Morjegrad di Francesca Cavallero,
1673. Su la testa di John Scalzi
1674. Musica aliena di Alan Dean Foster
1675. Città di morte di Madeline Ashby
1676. Oltre Plutone di Gregory Benford
1677. Occhio di gatto di Roger Zelazny
1678. Se ci sarà un domani di Nancy Kress
1679. Il viaggio della Dauntless (Dauntless, 2006) di Jack Campbell
1680. I figli di Saturno di Charless Stross
1681. Avorio: Una leggenda del passato e del futuro di Mike Resnick
1682. Abisso profondo di James L. Cambias
1683. Oltre l'ignoto di James Gunn
1684. Il pugno dell'uomo di Davide Del Popolo Riolo,
1685. Rex tremendae maiestatis di Valerio Evangelisti ("I capolavori")
1686. Anatomik di Serge Brussolo
1687. The corporation wars: Dissidenza di Ken MacLeod
1688. La stirpe di Nettuno di Charles Stross
1689. Balzo nell'altrove di James Gunn
1690. Fearless: scontro mortale (Fearless, 2007) di Jack Campbell
1691. Un domani per la terra di Nancy Kress
1692. Proiettili lenti di Alastair Reynolds
1693. The corporation wars: Insurrezione di Ken MacLeod
1694. Eymerich risorge di Valerio Evangelisti ("I capolavori")
1695. Il tesoro di Zarathustra (Fuzzy Nation) di John Scalzi
1696. Resurrezione di Elena Di Fazio,
1697. Diamanti e Turchesi di Alastair Reynolds

### Numeri dal 1698 al 1709
Formato simile al "classico": sfondo bianco, URANIA scritto in nero in alto allineato a sinistra sopra una banda stretta rossa interrotta sulla destra da un esagono a sfondo rosso con la scritta 70 ANNI DI URANIA in bianco all'interno, immagine in un cerchio bordato di rosso.

1698. La trasformazione di James Gunn
1699. The corporation wars: Emergenza di Ken MacLeod
1700. Il coraggio di Geary (Courageous, 2007) di Jack Campbell
1701. La canzone del tempo di Ian R. MacLeod
1702. Luna: Minaccia da Farside e altri racconti di Ian McDonald
1703. L'ultimo cerchio del paradiso di Arkadij e Boris Strugackij
1704. Permafrost di Alastair Reynolds
1705. Soft apocalypse di Will McIntosh
1706. Il fantasma di Eymerich di Valerio Evangelisti ("I capolavori")
1707. Spine di Franci Conforti,
1708. Starborn e Godsons di Larry Niven,Jerry Pournelle e Steven Barnes 
1709. Codice apocalisse di Charles Stross

### Numeri dal 1710
Formato simile al "classico": sfondo bianco, "Urania" scritto in nero in alto allineato a sinistra sopra una banda stretta rossa, immagine in un cerchio bordato di rosso.
1710. Reunion di Alan Dean Foster
1711. I Cronoliti di Robert Charles Wilson
1712. I giganti addormentati di Sylvain Neuvel
1713. Il figlio della compagnia del tempo di Kage Baker
1714. La Valiant (Valiant, 2008) di Jack Campbell
1715. Marea tossica di Chen Qiufan
1716. Fattore RH di Charles Stross
1717. Il cercatore di Suzanne Palmer
1718. Il risveglio degli dei di Sylvain Neuvel
1719. Per le ceneri dei padri di Davide Del Popolo Riolo
1720. Il figlio della macchina di Kage Baker
1721. Inarrestabile di Jack Campbell
1722. Un salmo per il robot di Becky Chambers
1723. Scorpius di Claudio Vastano
1724. Solo umano di Sylvain Neuvel
1725. La follia di Flinx di Alan Dean Foster
1726. Gli scaricati di Robert J. Sawyer
1727. Il libro dell'uomo di Mike Resnick
1728. Il mare cambia di Nancy Kress
1729. Victorious: L’ultima battaglia di Jack Campbell
1730. Un salmo per l'universo di Becky Chambers
1731. Quando lottano gli dei di Antonio Benvenuti
1732. Vendetta di Alastair Reynolds
1733. Annientamento di Charles Stross
1734. Risonanza orbitale di John Barnes
1735. Missione scarabeo di James L. Cambias
1736. Sagittarius di Claudio Vastano
1737. Perielio d'estate di Greg Egan
1738. Liberi tutti! di Rudy Rucker
1739. Irontown blues di John Varley
1740. Così si perde la guerra del tempo di Amal El-Mohtar e Max Gladstone
1741. L'ultima chance (You Sexy Thing) di Cat Rambo (2021) 